# هند
هِند (به انگلیسی: India) بهارات (به هندی: Bhārat) یا هندوستان با نام رسمی جمهوری هند (به هندی: Bhārat Gaṇarājya) (به انگلیسی: Republic of India) کشوری در جنوب آسیا است. هند هفتمین کشور پهناور در جهان است. هند همچنین پرجمعیت‌ترین دموکراسی جهان است. از جنوب توسط اقیانوس هند، از جنوب غربی با دریای عرب، و از جنوب شرقی هم توسط خلیج بنگال احاطه شده، همچنین از سمت غرب با پاکستان؛ از شمال با چین، نپال، و بوتان؛ و از سمت شرق با بنگلادش و میانمار مرز مشترک دارد. هند در اقیانوس هند با سری‌لانکا و مالدیو مجاور بوده و جزایر آندامان و نیکوبار آن با تایلند، میانمار و اندونزی مرز آبی مشترک دارد.
انسان مدرن اولیه ۵۵٬۰۰۰ سال قبل از آفریقا وارد شبه‌قاره هند شدند. اشتغال طولانی مدتشان، در ابتدا به صورت اشکال مختلفی از انزواهای شکارچی-گردآورنده بود که موجب شد آن منطقه بعد از آفریقا، از نظر تنوع ژنتیکی انسان‌ها تبدیل به متنوع‌ترین منطقه جهان گردد. حدود ۹۰۰۰ سال پیش در این شبه‌قاره، زندگی ثابت و مستقر در حواشی غربی حوضه آبریز رود سِند پدیدار گشت که طی هزاره سوم پیش از میلاد به تدریج به تمدن دره سند تکامل پیدا کرد. در ۱۲۰۰ پیش از میلاد، فرمی باستانی از زبان سانسکریت، و زبان هندو-اروپایی، از شمال غرب به داخل هند انتشار یافته، و به صورت زبان ریگ‌ودا نشر یافت، به گونه‌ای که به عنوان طلوع هندوئیسم در هند ثبت گردیده‌است. زبان‌های دراویدی هند در مناطق شمالی و غربی جایگزین شده‌است. در ۴۰۰ پیش از میلاد، قشربندی و محرومیت اجتماعی توسط نظام اجتماعی کاست در هندوئیسم شکل گرفت، و بودیسم و جائینیسم ظهور کرده و از عدم ارتباط رتبه‌بندی اجتماعی با وراثت پشتیبانی کردند. اتحادهای سیاسی منجر به پیوستن امپراتوری مائوریا و گوپتا در جلگه رود گنگ شد. مجموعه دوران این امپراتوری‌ها پر از خلاقیت‌های وسیع بود، اما در آن انحطاط وضعیت زنان، و افزوده شدن دستگاه منظمی از عقاید نجاست نیز مشهود است. پادشاهان میانی در جنوب هند، نوشته جاتی به زبان دراویدی و فرهنگ‌های مذهبی را به پادشاهان جنوب شرق آسیا صادر نمودند.
در عصر قرون وسطی، مزدیسنا، مسیحیت، اسلام و یهودیت در سواحل جنوبی و غربی هند ریشه دواندند. ارتش‌های مسلمان از آسیای مرکزی به‌طور متناوب به سرزمین‌های شمالی هند تهاجم می‌کردند، که در نهایت موجب بنا نهاده شدن سلطان‌نشین دهلی شده و شمال هند را به سپهر سیاسی دولت‌های اسلام دوران قرون وسطی کشاند. در قرن ۱۵ میلادی، امپراتوری ویجایاناگارا، فرهنگ هندوی مرکبی را در هند جنوبی ایجاد نمود. در پنجاب، آیین سیک ظهور نمود که مذهب مستقر و نهادینه شده وقت را رد می‌کرد. امپراتوری گورکانی در ۱۵۲۶ میلادی، موجب شروع دو قرن صلح نسبی گشته، و میراث درخشانی را از خود در زمینه معماری برجای گذاشتند. با توسعه تدریجی سلطه کمپانی هند شرقی، هند تبدیل به اقتصاد مستعمراتی شد، ولی از سوی دیگر موجب یکپارچگی حاکمیتی نیز شد. راج بریتانیایی در ۱۸۵۸ آغاز گشت. حق و حقوقی که قولش را به هندی‌ها داده بودند به آهستگی پذیرفته شدند، اما از سوی دیگر تغییرات فناوری معرفی شده و ایده‌هایی چون آموزش، مدرنیته و زندگی عمومی ریشه دار شدند. سپس تحرکات پیشگامانه و اثرگذار ملی ظهور یافت که از ویژگی‌های آن، مقاومت غیر خشونت‌آمیز بود و تبدیل به عامل عمده‌ای در پایان دادن به حکومت بریتانیا گشت. در ۱۹۴۷ میلادی، امپراتوری هندی-بریتانیایی به دو قلمرو مستقل تقسیم شد، یکی از آن‌ها قلمرویی با اکثریت هندو (قلمرو هند) و دیگری قلمرویی با اکثریت مسلمان (قلمرو پاکستان) بود و در این میان افراد زیادی کشته و تعداد زیاد دیگری نیز مهاجرت کردند که تا آن زمان سابقه نداشت.
هند از ۱۹۵۰ میلادی جمهوری فدرال بوده‌است که تحت حاکمیت نظام پارلمانی دموکراتیک قرار دارد. جامعه آن تکثرگرا، چندزبانه و چندنژادی بوده‌است. جمعیت هند از ۱۹۵۱ میلادی که ۳۶۱ میلیون نفر بود به ۱٫۲۱۱ میلیارد نفر در ۲۰۱۱ میلادی رسید. در همان زمان، درآمد سرانه اسمی هند سالانه از ۶۴$ به ۱٬۴۹۸$ افزایش یافته و نرخ سواد آن از ۱۶٫۶٪ به ۷۴٪ رسید. هند از یک کشور نسبتاً مفلس و بی‌چیز در ۱۹۵۱، به اقتصاد عمده و سریع الرشد و همچنین قطب خدمات فناوری اطلاعات تبدیل گشت که طبقه متوسط آن در حال توسعه می‌باشد. این کشور دارای برنامه فضایی است که شامل مأموریت‌های فرازمینی تکمیل شده یا برنامه‌ریزی شده جهت تکمیل می‌باشد. فیلم، موسیقی و آموخته‌های روحانی هند، نقش فزاینده‌ای را در فرهنگ جهانی داراست. هند، نرخ فقر خود را کاهش داده، گرچه که هزینه آن افزایش نابرابری اقتصادی بوده‌است. هند کشوری دارای سلاح هسته‌ای است و در بین کشورها رتبه بالایی از نظر هزینه‌های نظامی را داراست. بر روی کشمیر مناقشه‌ای با همسایگانش چون پاکستان و چین دارد که از اواسط قرن بیستم میلادی لاینحل باقی مانده‌است. از میان چالش‌های اجتماعی-اقتصادی که هند با آن مواجه است می‌توان به نابرابری نژادی، سوء تغذیه کودکان، و بالارفتن سطح آلودگی هوا اشاره کرد. سرزمین هند ابرتنوع (تنوع فراوان) دارد، به گونه‌ای که چهار نقطه داغ تنوع زیستی را دارا می‌باشد. جنگل‌هایش ۲۱٫۴٪ از مساحت آن را تشکیل می‌دهد. حیات‌وحش هند که در فرهنگ هندی به‌طور سنتی دید مداراگونه‌ای نسبت به آن وجود داشته، در میان این جنگل‌ها و در مناطق حفاظت شده مورد پشتیبانی واقع شده‌است.

## نام
نام: «هند» (و همچنین صورت‌های آن در زبان‌های غربی ازجمله India در انگلیسی) برگرفته از زبان فارسی باستان است که به جای واژه سانسکریت «سیندو» (Sindhu) به‌کار می‌رفته و نام رودخانه سند بوده‌است. همچنین واژه «هندوستان» که به عنوان نام کامل این سرزمین در اغلب کشورها از جمله خود هند رواج دارد واژه‌ای فارسی به معنی «سرزمین هندوها» است.

## مشخصات کلی
معمولاً در مورد هند کلی‌گویی می‌شود و مشخصه‌هایی به کل آن تعمیم داده می‌شود. هند کشوری پهناور و متنوع است، و گوناگونی ژنتیکی، زبانی، غذایی و لباسی آن با یک قاره قابل مقایسه است.
- پهناوری: ۳٬۲۸۷٬۲۶۳ کیلومتر مربع - آب‌های داخلی: ۶/۹٪
- جمعیت: ۱٬۴۲۲٬۰۰۰٬۰۰۰ نفر (برآورد ۲۰۲۳م)[۴۶] رشد جمعیت: ۱٪ جمعیت هند به احتمال زیاد در سال ۲۰۲۸ با جمعیت چین برابر خواهد شد. این کشور در آن زمان حدود یک میلیارد و ۴۵۰ میلیون نفر جمعیت خواهد داشت.[۴۵]
- یکای پول: روپیه هند است که به یکصد پیسه تقسیم می‌شود. ارزش روپیه در مقطع ده سالهٔ مارس ۲۰۰۴ تا مارس ۲۰۱۴ بین ۳۹ روپیه تا ۶۹ روپیه برای هر دلار آمریکا در نوسان بوده‌است.[۴۷]
- پرچم هند: پرچم ملی کشور هند دارای سه رنگ افقی، از بالا به پایین، زعفرانی، سفید و سبز است. در وسط این پرچم گردونه‌ای با بیست و چهار پره به رنگ سرمه‌ای است. رنگ زعفرانی سمبل شجاعت، دلیری، وارستگی و فداکاری، رنگ سفید بیانگر خلوص و حقیقت و رنگ سبز به معنای ایمان، اعتقاد، باروری و حاصلخیزی است. گردونه پرچم که به آن دارما چاکرا گفته می‌شود، نمادی باستانی در آیین بوداست که توسط آشوکا پادشاه قدرتمند قرن چهارم قبل از میلاد به عنوان گردونه قانون استفاده می‌شد.
- روز استقلال و روز جمهوری: کشور هند در ۲۳ مرداد ۱۳۲۶ (۱۵ اوت ۱۹۴۷) و درست یک روز پس از استقلال پاکستان (از بریتانیا) استقلال یافته‌است. قانون اساسی این کشور نیز در ۵ آذر ۱۳۲۸ (۲۶ نوامبر ۱۹۴۹) تصویب شد؛ ولی از آنجا که برخی از مواد آن بلافاصله دستخوش تحول گردید و بخش عمده این قانون در ۶ بهمن ۱۳۲۸ (۲۶ ژانویه ۱۹۵۰) - که به عنوان «روز آغاز» شناخته شده‌است - عملی گشت. این روز در کشور هند به عنوان «روز جمهوری» جشن گرفته می‌شود.
- در میان ۱۰ ابرشهر بزرگ جهان سه شهر آن در هند واقع شده‌اند؛ یعنی یکی بیشتر از چین. طبق آمار سازمان ملل، دهلی‌نو حالا دومین ناحیه شهری بزرگ جهان است، بمبئی (مومبای) در رده هفتم است و کلکته هم در جای دهم قرار دارد. جمعیت دهلی و حومه‌های بلافصل آن بیش از ۲۲٫۶۵ میلیون نفر است و از این نظر تنها از توکیو پایین‌تر است. در قرن هفدهم دهلی برای مدت کوتاهی پرجمعیت‌ترین شهر جهان بود، اما این شهر در سال ۱۹۶۰ حتی در میان ۳۰ شهر پرجمعیت جهان هم قرار نداشت. از آن پس رشد سالانه جمعیت این شهر بیش از ۴ درصد بوده‌است. نرخ سالانه رشد جمعیت اخیراً رو به کاهش گذاشته، اما هنوز هم بالای ۳ درصد است. با این نرخ رشد، جمعیت این شهر از طریق زاد و ولد و مهاجرت سالانه ۷۰۰ هزار نفر زیاد می‌شود، و این افزایش جمعیت فشار زیادی بر منابع پایتخت هند وارد می‌کند. تأمین آب یکی از مشکلات عمده است. تقریباً یک‌چهارم خانوارهای ساکن شهر دسترسی دائم به منابع آب ندارند. ۶ شهر بزرگ دیگر هند، یعنی چنای (مدرس)، بنگلور، حیدر آباد، احمدآباد، پونه (پونا) و سورات، در فهرست ۱۰۰ ناحیه شهری بزرگ سازمان ملل قرار دارند.[۴۵]
- هند به اینکه بزرگ‌ترین دموکراسی جهان است افتخار می‌کند (رأی‌دهندگان چینی مستقیماً حاکمانشان را انتخاب نمی‌کنند). در انتخابات پارلمانی که در سال ۲۰۰۹ برگزار شد، دقیقاً ۴۱۷٬۰۳۷٬۶۰۶ نفر شرکت کردند، و نرخ مشارکت اندکی کمتر از ۶۰ درصد بود. در مجموع ۸۳۰٬۸۶۶ شعبه اخذ رأی وجود داشت.[۴۵]

## تاریخ
پیشینه حضور انسان در شبه قاره هند به دویست تا چهارصد هزار سال می‌رسد. اما اولین تمدن به معنای واقعی در این سرزمین، تمدن دره سند با قدمت نزدیک به سه هزار سال قبل از میلاد است که با تمدن شهر سوخته در ایران هم‌زمان بوده و با آن مراودات نزدیک داشته‌است و تقریباً پس از ورود آریاییها بین سال‌های ۲۰۰۰ تا ۱۸۰۰ پیش از میلاد هر دو از بین رفته‌اند.
ورود آریایی‌ها به هند در فرهنگ، دین و ادبیات و نظام اجتماعی این سرزمین بسیار اثرگذار بوده‌است. از جمله می‌توان به شکل‌گیری زبان سانسکریت، تدوین متون مقدس هندو و پیدایش سیستم طبقاتی جامعه هند اشاره کرد.
اولین امپراتوری در هند با حکومت شاهنشاهی موریا بین سال‌های ۳۲۶ تا ۲۰۰ پیش از میلاد شکل گرفت. قدرتمندترین حاکم تاریخ هند تا قبل از گورکانیان، آشوکای بزرگ نام دارد که سومین شاه این سلسله‌است. وی در تمام جنبه‌های هنری و اجتماعی و سیستم اداری از هخامنشیان ایران الهام می‌گرفت. آثار بسیار مهم حجاری این دوره مانند پیکره چهار شیر (نماد ملی هند) بسیار تحت تأثیر حجاری تخت جمشید است.
از سال ۳۲۷ تا ۳۲۶ پیش از میلاد اسکندر به هندوستان حمله می‌کند.
دومین سلسله قدرتمند به نام امپراتوری گوپتا از سال ۳۲۰ تا ۵۵۰ میلادی در شمال هند حاکمیت داشته و پس از گوپتاها تا قرن سیزده میلادی حکومت‌های زیادی در شمال هند با درگیری، شکست و پیروزی یکی پس از دیگری بر روی کار آمدند. با توجه به عدم قدرتمندی این حکومت‌ها، جنوب هند امنیت و آرامش بیشتری نسبت به شمال داشت و سرگرم تعامل و تجارت با اعراب مسلمان و منطقه جنوب آسیا بود و نقش مهمی در روابط خاور میانه با خاور دور ایفا می‌کرد.
اولین تماس اسلام با آسیای جنوبی، سال هفتصد و یازده میلادی است که مسلمانان تا کنارهٔ رود سند که هم‌اکنون در پاکستان است پیش آمدند. در قرن دهم میلادی سلطان محمود غزنوی منطقه پنجاب را تصرف کرد و بارها به شمال هند حمله کرد. تا قرن سیزدهم تاخت و تازهای زیادی از سوی ایران و آسیای مرکزی به هند صورت می‌گرفت، اما چندان ماندگار نبودند، تا اینکه در این زمان مسلمانان، شهر دهلی را تصرف کردند و اولین حکومت مسلمانان، به نام دوران سلطنت یا غلامان مسلمان را بنیان گذاشتند واسلام رسماً بر هند حاکم شد.
در سال ۱۵۲۶ «بابُر» از نوادگان تیمور لنگ بر هند تسلط یافت و سلسله گورکانیان یا امپراتوری مغولی هند را بنیان گذاشت. این سلسله از ۱۵۲۶ میلادی تا ۱۸۵۷ میلادی در بخش بزرگی از شبه قاره هند فرمانروایی کرد. حکمرانان این سلسله به تدریج تمامی شبه قاره را تحت فرمان گرفتند. اکبر کبیر امپراتور بزرگ این سلسله که سیاست مدارا با غیرمسلمانان هندی را در پیش گرفت را بزرگ‌ترین و مقتدرترین پادشاه هند می‌دانند. اما پس از مدتی بخش‌هایی از جنوب هند از اختیار آنان خارج شد. این دودمان آخرین دوران طلایی امپراتوری‌های اسلامی به‌شمار می‌رود و در نیمه سده ۱۷ میلادی و در زمان شاه جهان بزرگ‌ترین و ثروتمندترین امپراتوری جهان بود و نزدیک به سده ۱۸ میلادی در زمان اورنگ زیب تقریباً تمامی شبه قاره هند در زیر سلطه گورکانی بود که جدا از بزرگ‌ترین و ثروتمندترین امپراتوری جهان به حساب می‌آمد بلکه بزرگ‌ترین قدرت تولیدی در جهان و بزرگ‌ترین اقتصاد جهان در آن زمان متعلق به هند بود. در سال ۱۷۳۹ میلادی با حمله نادرشاه افشار به هند مقدمات انقراض این امپراتوری فراهم شد و در سال ۱۸۵۷ پس از سال‌ها نبرد سرانجام کمپانی هند شرقی توانست این امپراتوری را منقرض کرده و سرزمین‌های آن را تصرف کند.
در سال ۱۵۱۰ میلادی پرتغالی‌ها به عنوان اولین مهاجمان اروپایی در گوا مستقر شدند. هنگامی که طوایف «مراتی» و سیک علیه حکومت پادشاهان گورکانی قیام کردند، بریتانیایی‌ها و فرانسوی‌ها در قرن ۱۸ مناطقی برای خود از هند جدا کردند و بنیاد حکومت بریتانیای کبیر در هند استوار گردید.
دولت بریتانیا بر اثر شورش‌های سال ۱۸۵۷ میلادی در هند، کمپانی هند شرقی بریتانیا را که گردانندهٔ هند بود منحل کرد و به این سرزمین خودمختاری داد. اما بین سال‌های ۱۹۰۶ تا ۱۹۱۵، دولت بریتانیا ناچار شد که ادارهٔ بعضی از امور کشور را به مردم هند واگذار نماید. در این هنگام رهبر بزرگ جنبش استقلال‌طلبی هند، ماهاتما گاندی قیام کرد و علیه استبداد بریتانیا به مبارزه پرداخت.
سپس اختلاف شدیدی در بین سران هند و سران مسلمانان هند که رهبر آن‌ها محمدعلی جناح بود به‌وجود آمد. قصد مسلمانان این بود که کشوری مرکب از مناطق مسلمان هند تشکیل دهند. در آن هنگام بریتانیا قوانینی وضع کرد که به‌موجب آن به هند و سیلان و پاکستان استقلال داده شد. در ماه اوت ۱۹۴۷ آخرین سرباز بریتانیایی خاک هند را ترک گفت و در تاریخ ژانویهٔ ۱۹۵۰ هند حکومت جمهوری مستقل خود را اعلام نمود و به عضویت اتحادیه کشورهای مشترک‌المنافع بریتانیا درآمد. اختلافات مرزی دولت هند با پاکستان در منطقهٔ کشمیر هنوز برطرف نشده‌است.

## جغرافیا

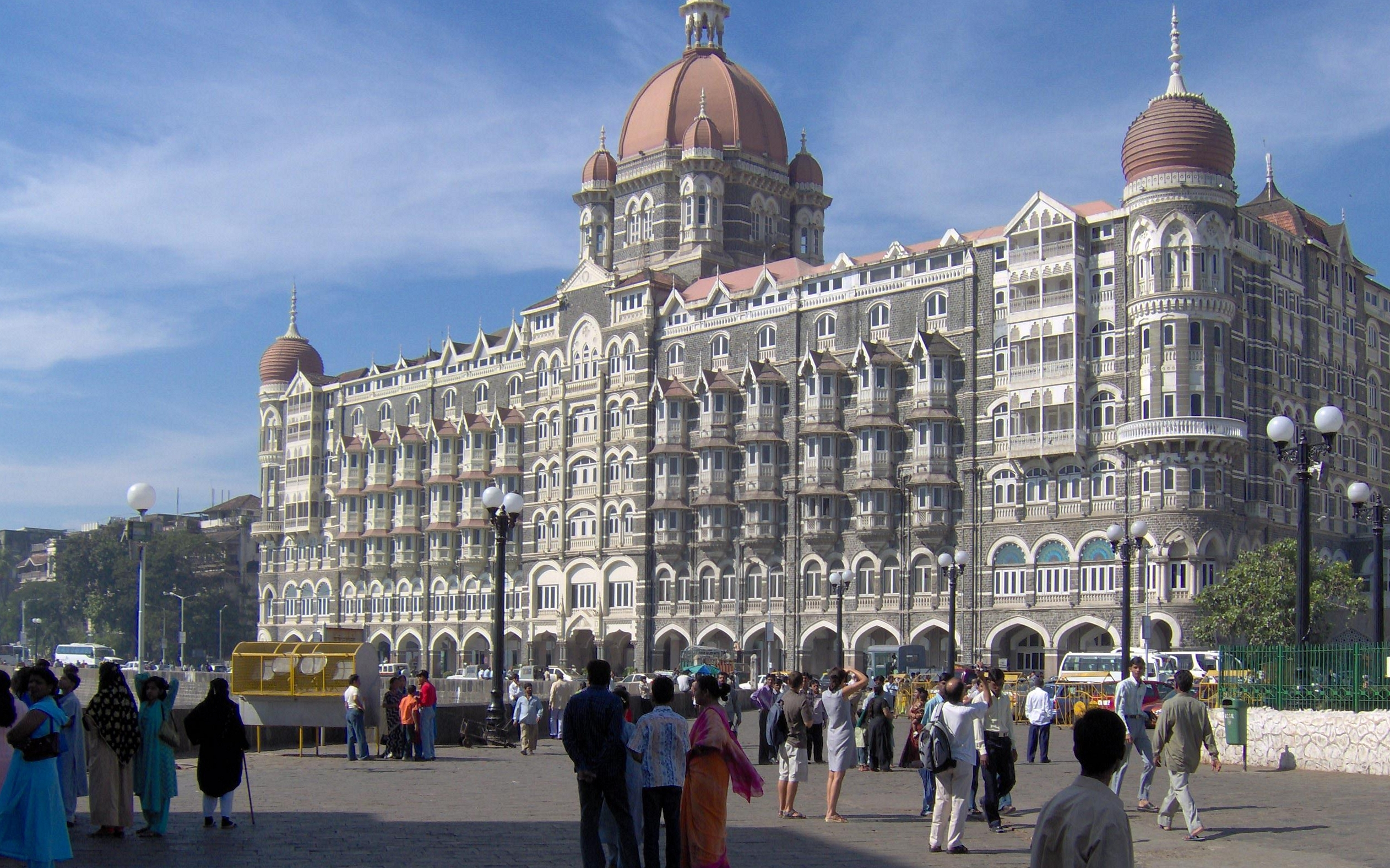
هتل کاخ تاج‌محل در بمبئی

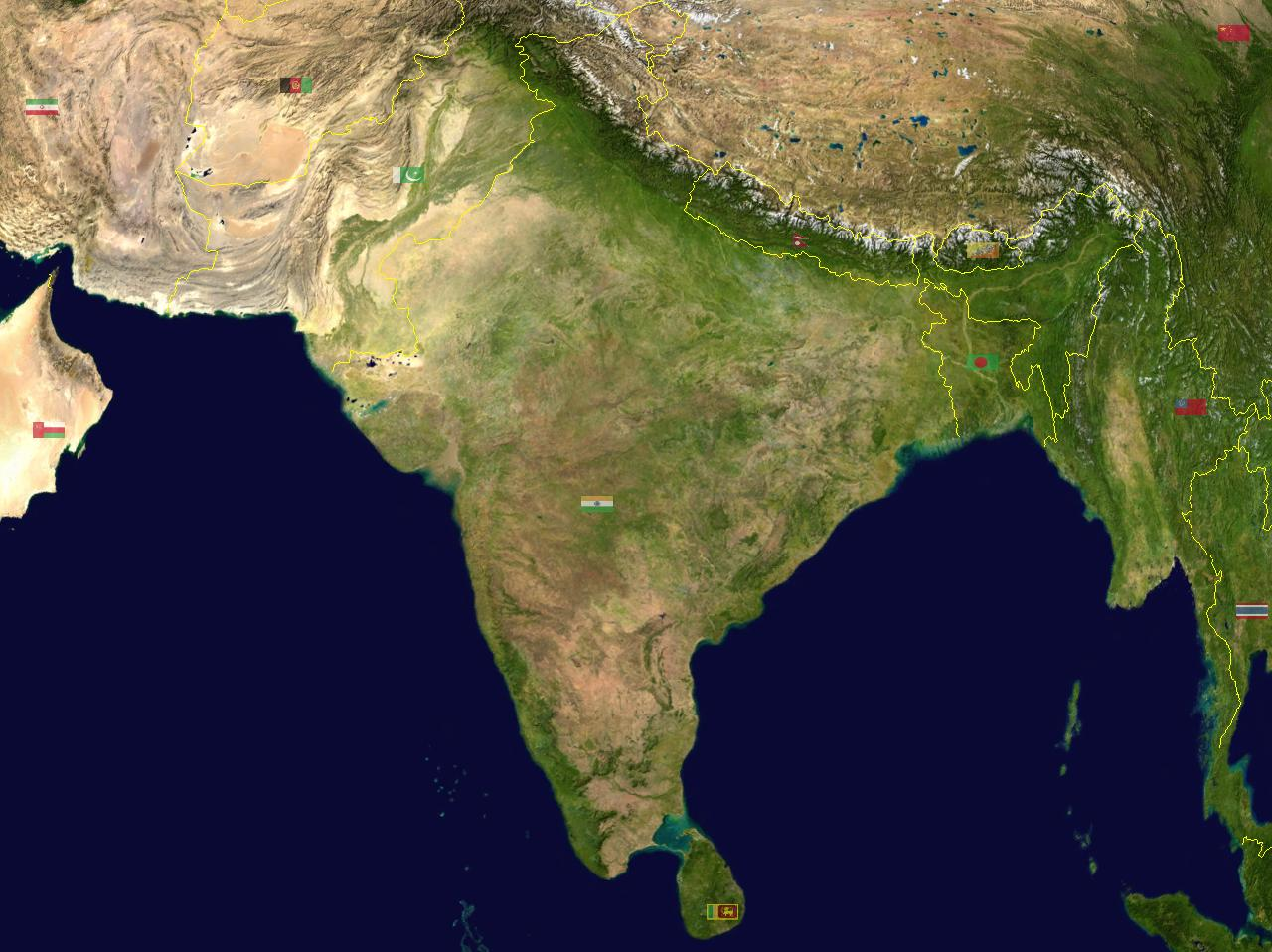
نقشه توپوگرافی هند میان جنوب و شرق آسیا

هند، بخشی بزرگ از جنوب آسیا و شبه قاره هند را به خود اختصاص داده‌است. این کشور با پاکستان، بنگلادش، نپال، بوتان، چین و برمه هم‌مرز است.
جغرافیای هند بسیار متنوع است و شامل بیابان، کوهستان، دشت، تپه و فلات می‌شود. جغرافیای این به‌طور کلی به سه بخش تقسیم می‌شود:
۱) فلات بلند هیمالیا، ۲) جلگه سند و گنگ و ۳) شبه جزیره جنوب هند که مناطق مختلف کوهستانی، دره رودخانه‌ای، کویر، دشت و جنگل را در بر می‌گیرد. پائین‌ترین سطح هند، در اقیانوس هند، با ارتفاع صفر و بلندترین نقطه این کشور، قله کانگچنجونگا، با ارتفاع ۸۵۶۸ متر در هیمالیا قرار دارد که سومین قله مرتفع جهان است.
آب و هوای این کشور از گرمسیری در جنوب تا آب و هوای معتدل در شمال متغیر است. مساحت ناحیهِ قابل کشت هند ۱٫۲۶۹٫۲۱۹ کیلومتر مربع (۷۸٪ کل مساحت کشور) است که به دلیل رشد جمعیت و افزایش شهرنشینی رو به کاهش است.
سطح نواحی پوشیده از آب در هند معادل ۳۱۴٫۴۰۰ کیلومتر مربع است و میانگین باران این کشور ۱٫۱۰۰ میلی‌متر در سال است. بیش از ۹۲ درصد استفاده آب در هند برای مصارف آب رسانی است که در سال ۱۹۷۴ حدود ۳۸۰ کیلومتر مربع بود و بر اساس پیش‌بینی‌ها تا سال ۲۰۲۵ به سقف ۱٫۰۵۰ کیلومتر مربع می‌رسد که برابر با مصارف صنعتی و خانگی است. منابع آبی هند شامل رودخانه‌ها، کانال‌ها، آبگیرها، دریاچه‌ها و سواحل غربی و شرقی اقیانوس هند و سایر خلیجها و خلیج کوچک برای بیش از ۶ میلیون نفر در بخش ماهی‌گیری اشتغال ایجاد کرده‌اند. هند ششمین کشور تولیدکننده ماهی در سطح جهان و دومین تولیدکنندهِ ماهی بومی در سطح جهان است.

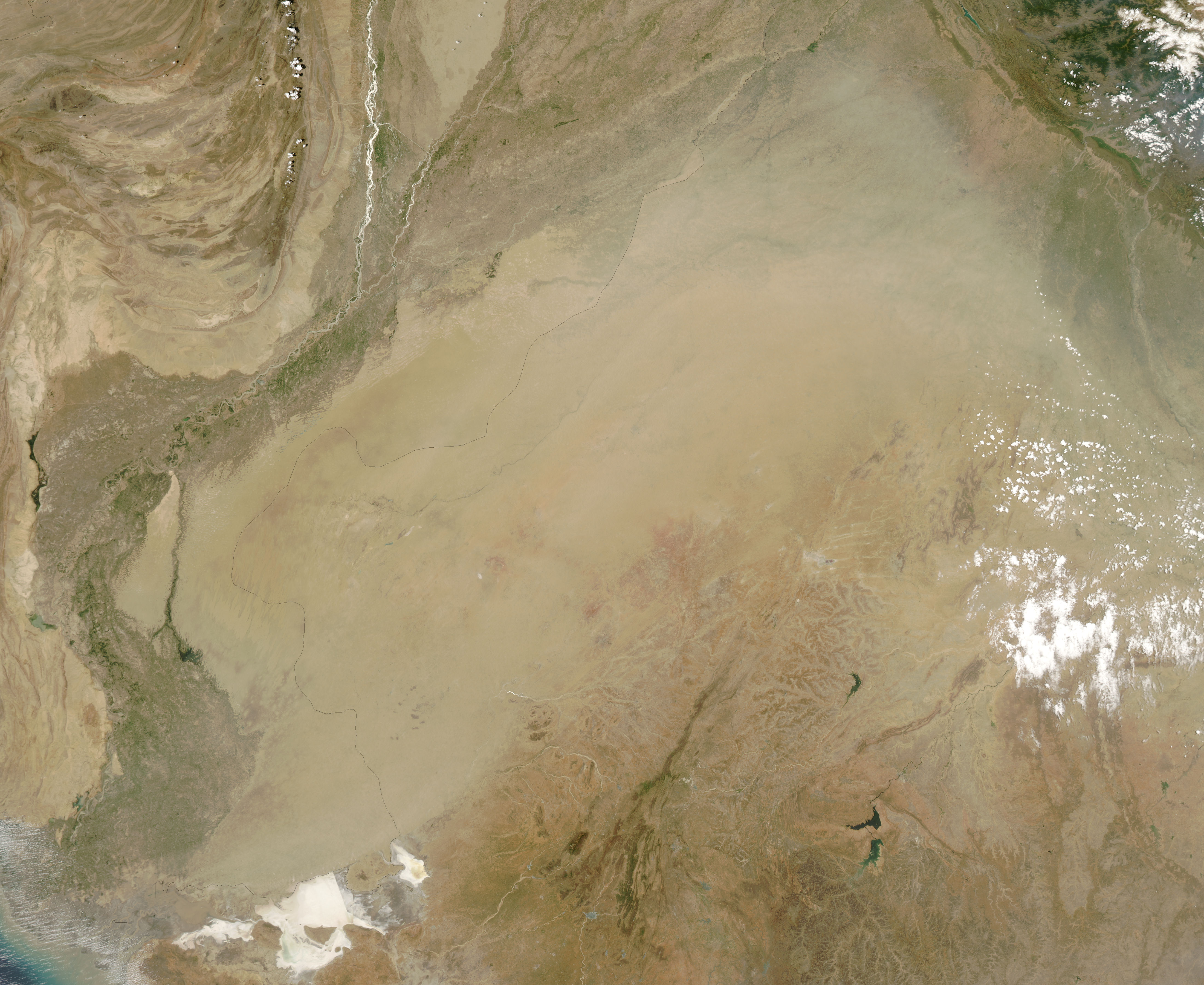
بیابان تار میان هند و پاکستان

رودخانه‌های طویل هند، شامل: رود براهماپوترا و ایندوس ۲۹۰۰ کیلومتر، گنگ ۲۵۰۰ کیلومتر، گوداواری ۱۴۷۰ کیلومتر، یامونا ۱۳۷۰ کیلومتر، نارمادا ۱۳۰۰ کیلومتر و کریشنا ۱۲۹۰ کیلومتر هستند. هند از آب و هوایی بسیار متنوع بهره می‌برد، از شمال به رشته‌کوه‌های هیمالیا ختم می‌شود و رودخانه‌های متعددی که از این بلندی‌ها سرچشمه می‌گیرند هوایی بارانی و خاکی بارآور را به نواحی شمالی هند می‌بخشند. رودهای گنگ و براهماپوترا مهم‌ترین این رودخانه‌ها هستند که هر دو به خلیج بنگال سرازیر می‌شوند. هندوها همچنین رود گنگ را مقدس می‌دانند.
هند از زیست جانوری بسیار متنوعی بهره می‌برد، منطقه حفاظت شده‌ای به وسعت ۱۴۱۲ کیلومتر مربع در استان گجرات تنها پناهگاه باقی‌مانده حدود ۳۰۰ شیر آسیایی است. هند زیستگاه بسیاری از پستانداران بزرگ مانند فیل آسیایی، کرگدن هندی تک شاخ و ببر می‌باشد. بیش از ۲۰۰۰ گونه پرنده و سه نوع تمساح در این کشور زندگی می‌کنند.

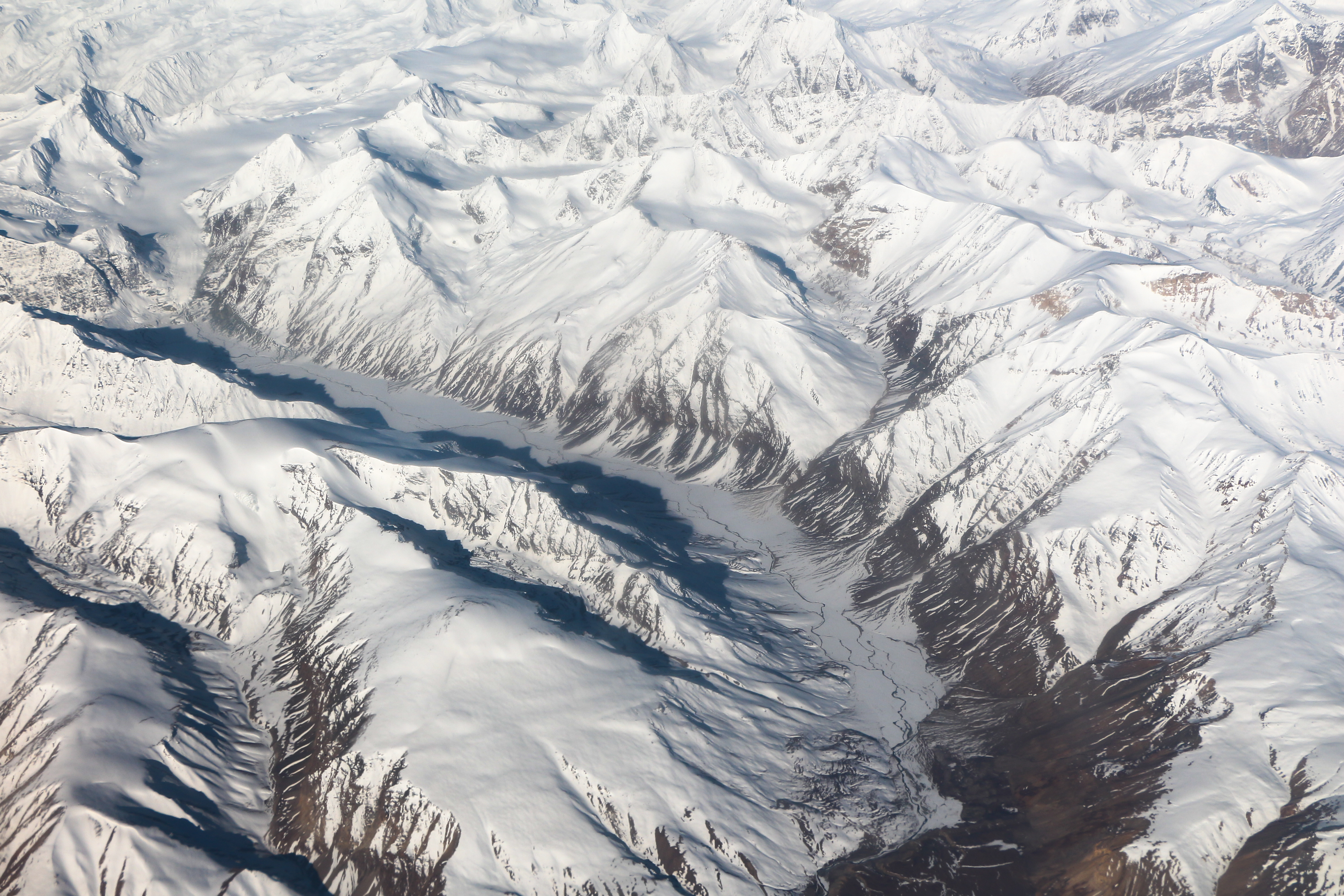
رشته کوه هیمالیا میان پنج کشور از جمله هند احاطه شده‌است.

منابع طبیعی هند شامل زغال‌سنگ (از لحاظ میزان ذخایر در رده چهارم جهان قرار دارد)، آهن، منگنز، میکا، بوکسیت، تیتانیوم، کرومیت، گاز طبیعی، الماس، نفت خام، سنگ آهک، توریوم (بیشترین در جهان در سواحل ایالت کرالا) می‌باشد. ذخایر نفت هند که در ساحل بمبئی در مهاراشترا، گجرات و در شرق آسام وجود دارند. بیش از ۲۵٪ از نیازهای داخل را برطرف می‌کنند.
هند زمانی برای خود یک قاره بود. بیش از ۱۰۰ میلیون سال پیش، یعنی موقعی که دایناسورها روی کره زمین پرسه می‌زدند، بیشتر سرزمین فعلی هند یک جزیره بود. این تکه خشکی از یک ابرقاره بنام گوندوانالند (نامی که از منطقه جنگلی گوندوانا در مرکز هند گرفته شده) جدا شده بود، و به آرامی به سمت شمال حرکت می‌کرد. حدود ۵۰ میلیون سال پیش، یعنی زمانی که نسل دایناسورها دیگر منقرض شده بود، صفحه قاره‌ای هند با صفحه آسیا برخورد کرد. در نتیجه این برخورد خط ساحلی هر دو قاره تاب برداشت و رشته کوه هیمالیا را ایجاد کرد. این کوه‌ها جوان‌ترین – و البته بلندترین – رشته کوه جهان هستند. شواهد این اتفاقات را می‌توان در صدف‌های دریایی فسیل شده‌ای پیدا کرد که هنوز هم در ارتفاعات بالا در این کوه‌ها یافت می‌شوند. صفحه‌ای که شبه قاره روی آن قرار گرفته، همچنان به آرامی به‌سوی شمال در حرکت است، و به‌همین دلیل هم ارتفاع کوه اورست هر سال اندکی بیشتر می‌شود.

### تقسیمات کشوری
کشور هند شامل ۲۸ ایالت و ۷ ناحیه هم‌پیوسته (اتحادیهٔ منطقه‌ای) است.

### ایالت‌های فدرال
1. آندرا پرادش
2. آروناچال پرادش
3. آسام
4. بیهار
5. چاتیسگر
6. گوآ
7. گجرات
8. هاریانا
9. هیماچال پرادش
10. جامو و کشمیر
11. جارکاند
12. کارناتاکا
13. کرالا
14. مادایا پرادش
15. ماهاراشترا
16. مانی‌پور
17. مگالایا
18. میزورام
19. ناگالند
20. اودیسا
21. پنجاب
22. راجستان
23. سیکیم
24. تامیل نادو
25. تریپورا
26. اوتار پرادش
27. اوتارانچاند
28. بنگال غربی
29. تلانگانا

### قلمروهای اتحادیه

قلمروهای اتحادیه به‌صورت پراکنده از هم

1. جزایر آندامان و نیکوبار
2. چندیگر
3. دادرا و نگر حویلی و دامان و دیو
4. ناحیه پایتختی ملی دهلی
5. جامو و کشمیر
6. لداخ
7. لاکشادویپ
8. پودوچری

### آب و هوا

اقلیم‌های هند

آب و هوای هند دارای تنوع بسیار قابل توجهی است و از کوهستان‌های همیشه پوشیده از برف هیمالیا تا منطقه گرمسیری در میانه و جنوب و کویر خشک غرب (بیابان تار) این کشور را دربر می‌گیرد.
چهار فصل هند شامل: سرد و خشک از ماه دسامبر تا فوریه، گرم و خشک از ماه مارس تا مه، فصل بارش از ماه ژوئن تا سپتامبر و معتدل در ماه‌های اکتبر و نوامبر است. به‌طور میانگین ۱۰۰۰ تا۱۵۰۰ میلی‌متر باران در سال، تقریباً سراسر هند را دربر می‌گیرد که این مقدار به ۲۵۰۰ میلی‌متر در سواحل و ناحیه شمال شرقی هند می‌رسد. میانگین بارندگی سالانه در بنگال غربی به بیش از ۱۱هزار میلی‌متر در سال می‌رسد.

### موقعیت راهبردی

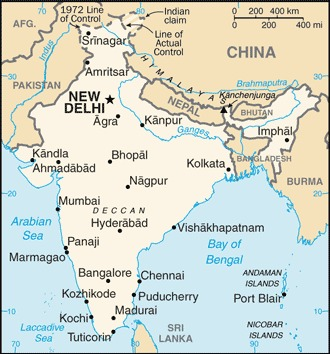
همسایه‌های هند

در قاره آسیا یک بازی ۴ نفره بین چین، هند، ژاپن و ایالات متحده آمریکا در جریان است. هند عضو ناظر پیمان امنیتی سازمان همکاری شانگهای می‌باشد. هند با رهبران چین برای رفع اختلافات مرزی وارد مذاکره شده‌است. چین هم قصد دارد با دور زدن اتحاد ژاپن و آمریکا و دنبال کردن سیاست «دیپلماسی نامتقارن» جایگاه نوینی در عرصه جهانی برای خود تعریف کند. یانگ بایون، کارشناس مرکز تحقیقات آسیا و اقیانوس آرام در دانشگاه بیدا در پکن می‌گوید: «ما با هند نقاط مشترک بسیاری داریم از جمله تمدنی درخشان، دوران تحقیر استعماری و جمعیت بالا» او با ارائه این فهرست می‌خواهد نشان دهد که بین این دو غول آسیایی شباهت‌ها بیش از تفاوت‌ها است.
بازگشایی گذرگاه‌های مرزی به ویژه گذرگاه ناتو لا (Nathu la pass) - که در ارتفاع ۴۰۰۰ متری از سطح دریا واقع شده و زمانی یکی از راه‌های ارتباطی معروف جاده ابریشم بوده‌است - پس از ۵۰ سال نشانگر قدمی بزرگ به جلو در روابط بین دو دولت است. روابطی که بر اثر حمایت سنتی هندی‌ها از خودمختاری تبت و پناه دادن به دالایی لاما رهبر معنوی بودائیان جهان و همچنین اختلافات مرزی کهنه سال‌های متمادی دستخوش تنش‌های همیشگی بود.

## سیاست

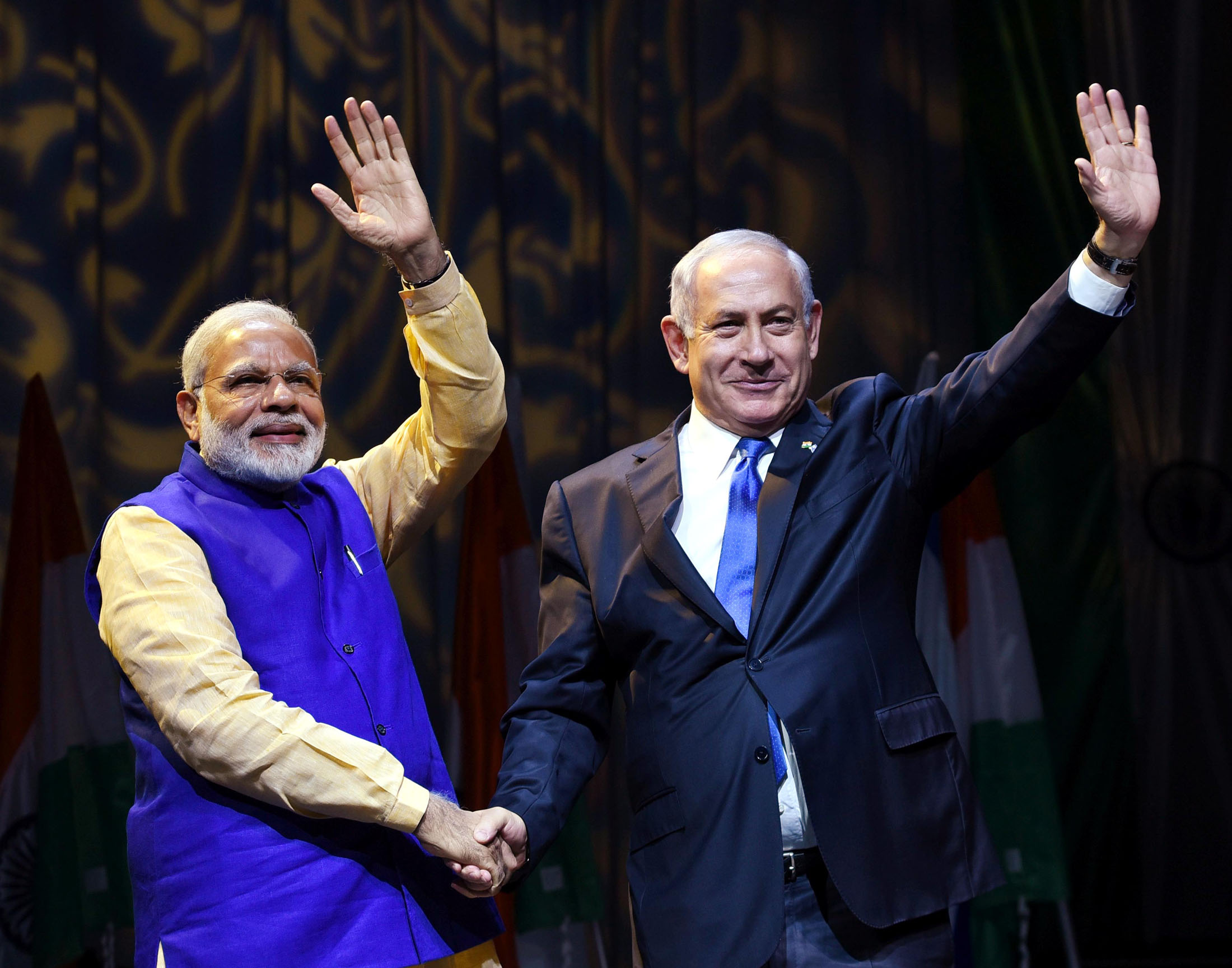
نارندرا مودی نخست‌وزیر هند و نتانیاهو نخست‌وزیر اسرائیل

حکومت هند را بزرگ‌ترین دموکراسی جهان می‌نامند. استقلال هند (که در آن هنگام پاکستان، بنگلادش و نپال را هم دربر می‌گرفت) در ۱۵ اوت ۱۹۴۷ (برابر ۲۳ مرداد ۱۳۲۶) اعلام شد. جواهر لعل نهرو که «پاندیت» به معنی «معلم» خوانده می‌شد و یکی از بزرگ‌ترین رهبران جنبش استقلال هند از کنگره ملی هند بود به عنوان اولین نخست‌وزیر هند انتخاب شد.
قانون اساسی هند در سال ۱۹۴۹ به تصویب رسید و از ۲۶ ژانویه ۱۹۵۰ به اجرا درآمد که از آن هنگام تاکنون بدون تغییر اساسی با موفقیت اجرا شده‌است. این قانون به دولت‌های ایالتی اختیارات گسترده‌ای اعطا کرده‌است. در نظام سیاسی هند، نخست‌وزیر بالاترین مقام اجرایی کشور است و رئیس‌جمهور مقامی تشریفاتی است که معمولاً از میان چهره‌های دارای محبوبیت گسترده در سراسر کشور انتخاب می‌شود.
حزبی که اکثریت آرا را در انتخابات به دست آورد، نخست‌وزیر را تعیین می‌کند و با احزاب ائتلافی هیئت دولت را تشکیل می‌دهد. رئیس‌جمهور از جمعبندی آراء نمایندگان مجالس مرکزی و ایالتی از میان کاندیداهای احزاب تعیین می‌گردد. کمیسیون انتخابات این کشور یک نهاد مستقل دولتی است که اختیار کامل در تشخیص شرایط برگزاری و نظارت کامل بر برگزاری انتخابات را دارد. حداقل سن قانونی رای‌دهندگان ۱۸ سال است.
قوه مقننه هند دربرگیرنده دو مجلس با نام‌های لوک‌سابا (مجلس عوام) و راجیاسابا (مجلس سنا) ست. نمایندگان راجیا سابا ۲۵۰ نفرند که ۱۲ تن را رئیس‌جمهور و بقیه را نمایندگان مجالس ایالتی برمی‌گزیند. سناتورها باید در زمینه ادبیات، علم، هنر و مسائل اجتماعی متخصص باشند. همچنین ریاست جلسات این مجلس با معاون رئیس‌جمهور است. لوک سابا ۵۴۵ نماینده دارد که ۵۳۰ تن با رأی مستقیم شهروندان و ۱۳ تن از ۷ فرمانداری کل انتخاب می‌شوند، ۲ نفر را نیز رئیس‌جمهور از میان بریتانیایی‌های هندی‌تبار برمی‌گزیند. نخست‌وزیر از سوی حزب حاکم در مجلس لوک سابا معرفی می‌شود.
اولین انتخابات سراسری هند در ۱۹۵۲ برگزارشد. از آن زمان تا سال ۱۹۶۷ کنگره ملی هند پیوسته بیش از ۷۳٪ کرسی‌های لوک سابا را در اختیار داشت، اما پس از آن احزاب دیگر به ویژه حزب ناسیونالیست بهاراتیا جاناتا و احزاب ایالتی رشد چشمگیری را در محبوبیت خود شاهد بوده‌اند.
تنها یک بار وقفه‌ای در روند دمکراسی این کشور ایجاد شد. آن هم در اواخر دهه ۱۹۷۰ بود که درگیری‌های داخلی منجر به اعلام حالت فوق‌العاده از سوی ایندیرا گاندی و در نهایت سرنگونی دولت وی توسط ارتش هند شد. گفتنی است یکی از مهم‌ترین عوامل نارضایتی از ایندیرا گاندی برنامه‌های او برای ترویج تنظیم خانواده به منظور کاهش رشد سرسام‌آور جمعیت بود.

### ریاست جمهوری در هند
رئیس‌جمهوری هند به‌طور غیرمستقیم با آرای مجلس هند که شامل مجالس قانونگذاری (مجلس نمایندگان)، معروف به لوک‌سابا که مجلس سفلی گویند و مجلس علیا معروف به راجیا سابا و همچنین مجلس قانونگذاری ایالت‌ها انتخاب می‌شود.
در انتخابات ریاست جمهوری هند علاوه بر نمایندگان پارلمانی، نمایندگان کشوری در ایالت‌های مختلف (مجالس ایالتی) نیز شرکت می‌کنند که با احتساب رأی نمایندگان پارلمان در مجموع ۴۸۹۶ نماینده هستند که رئیس‌جمهور را برای یک دوره پنج ساله انتخاب می‌کنند.
سمت ریاست جمهوری هند هرچند حالت تشریفاتی دارد اما این سمت بالاترین مقام اجرایی بوده و از اختیارات قانونی گسترده‌ای برخوردار است.
رئیس‌جمهوری رئیس رسمی قوای مقننه، مجریه و قضاییه و همچنین فرمانده کل نیروهای مسلح این کشور است.
بر اساس ماده ۵۳ قانون اساسی هند، رئیس‌جمهوری می‌تواند از قدرت‌های قانونی خود به‌طور مستقیم، به استثنای موارد بسیار معدودی استفاده کند، ولی شورای وزرای تحت ریاست نخست‌وزیر همه قدرت‌های رئیس‌جمهوری را عملاً اجرا می‌کند.

### احزاب مهم

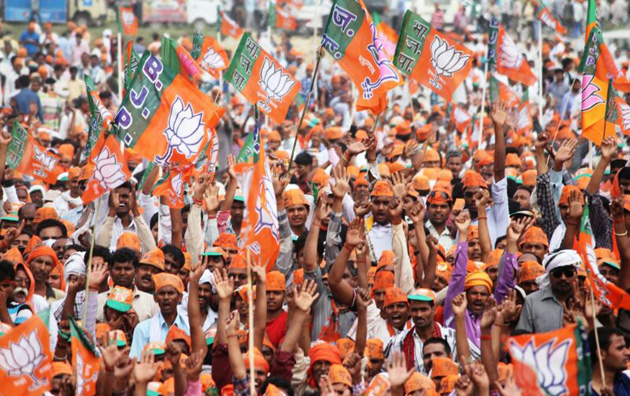
بی‌جی‌پی بزرگ‌ترین حزب سیاسی در جهان

بیش از ۷۰۰ حزب سیاسی در هند وجود دارد که به سه گروه ملی، منطقه‌ای (ایالتی) و محلی تقسیم می‌شوند. از میان آن‌ها کنگره ملی هند (INC)، حزب بهاراتیا جاناتا (BJP) و حزب کمونیست مارکسیست هند (CPI-M) از بزرگ‌ترین احزاب به‌شمار می‌روند.
حزب کنگره ملی هند در سال ۱۸۸۵ تأسیس شد و در سال ۱۹۱۴ با ورود مهاتما گاندی به این حزب دوره جدیدی در فعالیت‌های آن آغاز گردید. گاندی با رهبری حزب کنگره پرچمدار نهضت استقلال هند شد و در اثر مبارزات این حزب، سرانجام هند در سال ۱۹۴۷ به استقلال رسید. حکومت هند پس از استقلال، بیش از چهار دهه در دست حزب کنگره قرار داشت.
حزب بهاراتیا جاناتا (BJP) که در سال ۱۹۸۰ تأسیس شد، طی ۲۰ سال به تدریج از قدرت چشمگیری برخوردار گردید. پس از واقعه تخریب مسجد بابری، این حزب توانست طی سال‌های ۱۹۹۸ تا ۲۰۰۴ قدرت را در دست داشته باشد. این حزب اگرچه مجدداً قدرت را به حزب کنگره واگذار کرد، ولی همچنان به عنوان یک رقیب جدی برای حزب کنگره باقی‌ماند.
هند یک جمهوری فدرال است که از زمان استقلال، دولتی مردم‌سالار داشته‌است. سیاست هند در قبضهٔ میانه-چپ‌روها، کنگره ملی هند (INC)، راستی‌ها، حزب بهاراتیا جاناتا، چپی‌ها، حزب کمونیست هند (CPI)، حزب کمونیست هند (مارکسیست) و تعدادی حزب منطقه‌ای که یا میانه-راست یا میانه-چپ هستند. با وجود طیف سیاسی گسترده و مختلف این احزاب، لزوم تشکیل دولت ائتلافی برای ایجاد حکومت، افزایش افراد طبقهِ اجتماعی متوسط که خواستار لیبرال شدن و کنترل کسری بودجه به‌ویژه در سطوح دولتی هستند. به‌این معنا است که تمامی احزاب سیاسی دیدی متعادل نسبت به اصلاحات اقتصادی دارند.

### نظام قضایی

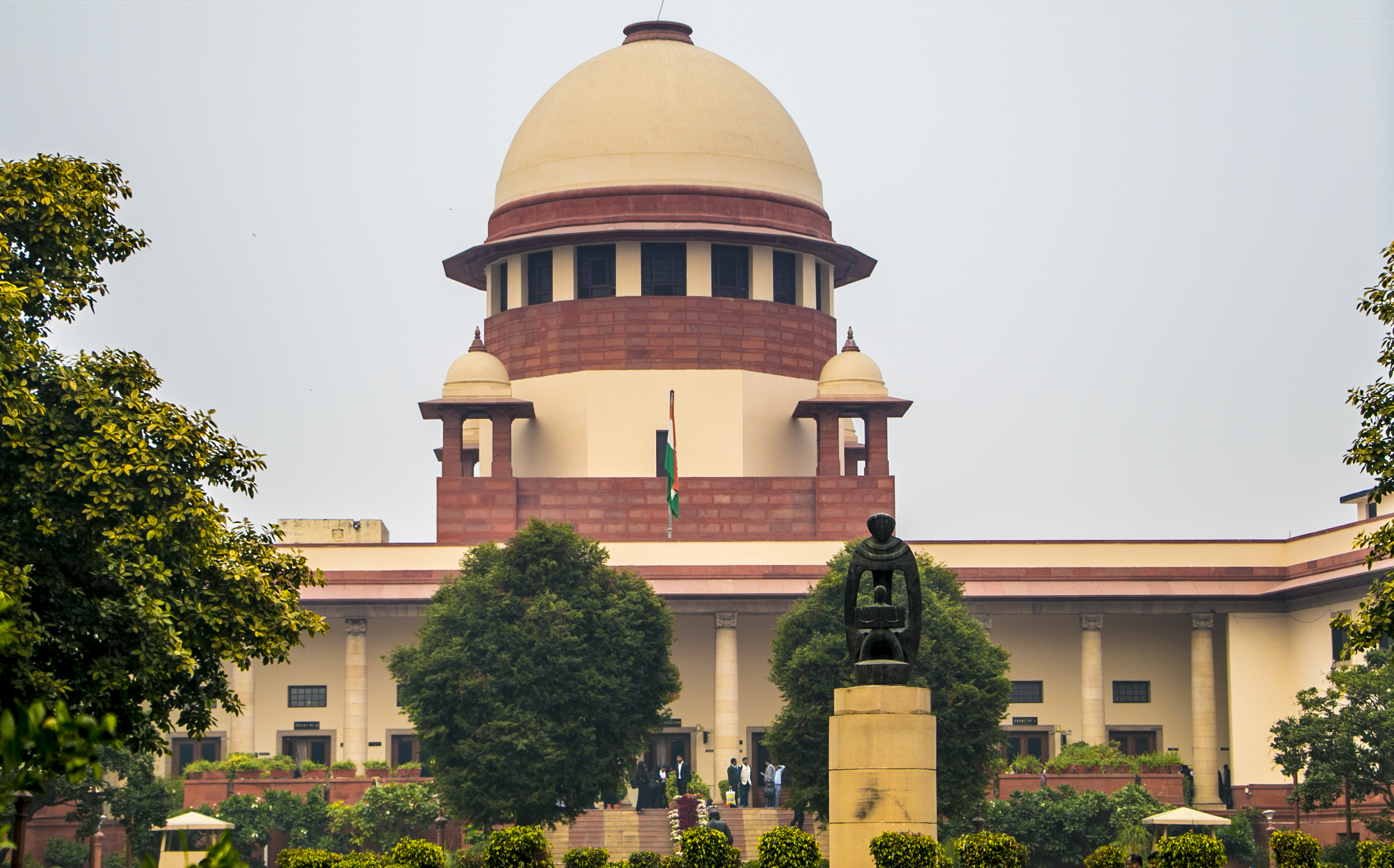
دیوان عالی هند

هند به تبعیت از حقوق انگلستان از نظام حقوقی کامن لا پیروی می‌کند. تشکیلات قضائی این کشور نیز با وجود پذیرش فدرالیسم در قانون اساسی بسیار منسجم است و تمایل زیادی به یکپارچگی دارد. سلسله مراتب دادگاهها در این کشور به این صورت است:
- دیوان عالی هند (Supreme Court of India)
- دادگاه عالی ایالتی (The High Court)
- دادگاه تالی (Subordinate court)

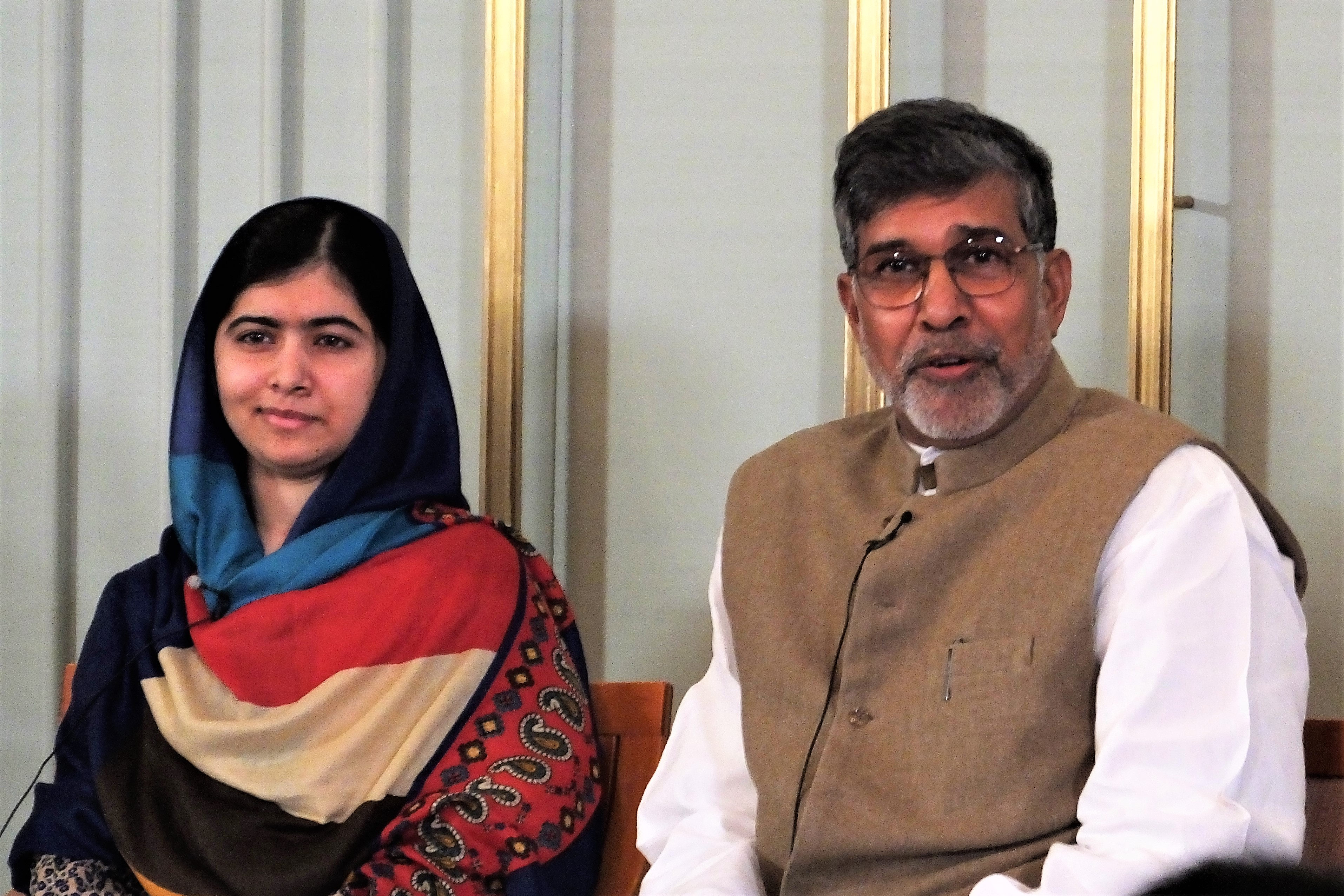
کایلاش ساتیارتی فعال حقوق کودکان اهل هند و ملاله یوسف‌زی کنشگر پاکستانی

دیوان عالی هند از یک رئیس و ۲۵ قاضی عضو تشکیل می‌شود که توسط رئیس‌جمهور پس از مشورت با رئیس دیوان و وزرای کابینه انتخاب می‌شوند. رئیس دیوان نیز از سوی رئیس‌جمهور با مشورت قضات دیوان و دادگاه‌های عالی ایالتی تعیین می‌شود. دیوان عالی این کشور از لحاظ گستردگی اختیارات در موقعیت کم‌نظیری قرار دارد. این دیوان نقش نگهبان قانون اساسی را ایفا می‌کند و توان لغو قوانین مجلس فدرال و مجالس ایالتی را داراست و در موارد اختلاف میان دولت فدرال و دولت‌های ایالتی رأی دیوان حرف آخر را می‌زند. این دیوان به مانند مجلس اعیان بریتانیا بالاترین مرجع پژوهش در کشور است و در مواردی که حکم اعدام صادر شده، استیناف از دیوان به شکل یک حق پذیرفته شده‌است.
دادگاه‌های تالی دارای شعب کیفری و حقوقی می‌باشند و در سطح شهرها فعالیت می‌کنند البته در روستاها خانه‌های انصاف (پنجایات) نیز وجود دارد که معتمدین محلی به حل اختلاف از طریق کدخدامنشی مبادرت می‌کنند.
علاوه بر این قوه قضائیه از قوه مقننه کاملاً مستقل است، حقوق و مزایای قضات و مخارج نظام قضائی از ردیف بودجه مجزایی تأمین می‌شود که مستلزم رای‌گیری در پارلمان نیست، مجلس حتی از بحث دربارهٔ اختیارات و تصمیمات قضات دیوان عالی و دادگاه‌های عالی ممنوع است مگر زمانی که پیشنهاد برکناری قاضی توسط رئیس‌جمهور مطرح شود و مجلس با دو سوم آراء آن را تصویب کند.

## اقتصاد
اقتصاد هند چهارمین اقتصاد بزرگ جهان است. هند به‌رغم رکود اقتصادی جهانی با رشد اقتصادی متوسط بالاتر از ۸ درصد طی چند سال گذشته به یک قدرت اقتصادی تبدیل شده‌است. این میزان رشد نزدیک به رشد اقتصادی کشور همسایه آن چین است. طبق سنجشی که در مورد برابری قدرت خرید صورت گرفته، اقتصاد هند با داشتن تولید ناخالص داخلی (GDP) ۶۱۱/۳ تریلیون دلار، در مقام چهارم را دارد.
اقتصاد هند ممکن است در مراحل اولیه یک رونق تاریخی باشد. آمارهای منتشر شده اخیر نشان می‌دهد که رشد اقتصادی در سه ماهه سوم سال ۲۰۲۳ به نرخ سالانه ۷.۶ درصد رسیده است. در چند هفته گذشته، چهار پیش بینی بین المللی پیش بینی رشد خود را برای سال از میانگین ۵.۹ درصد به یکی از ۶.۵ درصد افزایش داده‌اند. بورس ملی هند اکنون با بورس اوراق بهادار هنگ کنگ برای عنوان هفتمین بورس بزرگ جهان همگام شده است.
با این وجود میلیون‌ها نفر هنوز در فقر شدید زندگی می‌کنند و درآمد سرانه ۷۲۰ دلار آمریکا برابر با ۳۶۵ پوند در سال است. مشکلات زیربنایی نیز در هند ادامه دارد.
اگرچه هنوز بیش از ۳۴٪ جمعیت هند کمتر از یک دلار آمریکا در روز درآمد دارند (رتبه ۲۲ دنیا) و حدود ۸۰٪ مردم با کمتر از دو دلار در روز زندگی می‌کنند، (رتبه ۱۶دنیا) و بیش از ۳۰۰ میلیون نفر در زیر خط فقر زندگی می‌کنند، اما پیشرفت‌های اقتصادی عظیم این کشور در چند سال اخیر رشد اقتصادی هند را به رقم ۸٪ رسانده و کارشناسان پیش‌بینی می‌کنند، در سال‌های آینده هند به رشد اقتصادی ۱۰٪ در سال نیز دست خواهد یافت.
اگر روزی نام هند، فقر و تنگدستی را به یاد می‌آورده‌است، اکنون پیشرفت‌های اقتصادی و رنسانس علمی این کشور توجه همگان را به خود جلب کرده‌است. مدت‌هاست که سرمایه‌گذاری‌های عظیم خارجی در این کشور امری عادی به‌شمار می‌آید و فروش کالاهای هندی در بازارهای جهان به شدت افزایش یافته‌است.
کارشناسان سرآغاز پیشرفت‌های اقتصادی هند را سال ۱۹۹۱ می‌دانند. در این سال مانموهان سینگ وزیر دارایی وقت هند، برنامه‌هایی را برای خروج کشور از اقتصاد دستوری به تصویب رساند و به تدریج به اجرا درآورد. از آن زمان به بعد به تدریج قوانین مالیاتیِ دست و پاگیر لغو شدند، قوانین صادرات و واردات کشور تعدیل شدند، امکان سرمایه‌گذاری خارجی فراهم آمد و امنیت سرمایه‌های داخلی تأمین شد. مانموهان سینگ اکنون نخست‌وزیر هند است و توسعهٔ طرح‌هایی را که خود شروع کرده ادامه می‌دهد.
چین بزرگ‌ترین شریک تجاری هند است.

### پول
واحد پول رسمی این کشور روپیه هند است که اجزاء آن پیسه (یک صدم روپیه) می‌باشد.
هر روپیه هند معادل ۰٫۰۱۳ دلار آمریکا و هر دلار آمریکا معادل ۷۶٫۳ روپیه است. (آوریل ۲۰۲۲).

### تجارت خارجی و سرمایه‌گذاری
هند با اقتصادی بزرگ و نیروی انسانی انبوه، یکی از بهترین و مطلوبترین مقصدها برای سرمایه‌گذاری مستقیم خارجی محسوب می‌شود. هند در فناوری اطلاعات و دیگر حوزه‌ها از قبیل قطعات خودکار، مواد شیمیایی، پوشاک، داروسازی و جواهرات توان بالایی دارد.
هند همیشه یکی از منابع و استعدادها برای سرمایه‌گذاران جهانی بوده‌است. پیش‌از این سیاست‌های خشک مربوط به سرمایه‌گذاری مستقیم این کشور، مانع بزرگی در این زمینه محسوب می‌شد. اما در مارس ۲۰۰۵، دولت با اصلاح و تعدیل قوانین مربوط، سرمایه‌گذاری مستقیم خارجی تا حد ۱۰۰٪ را در تجارت و اقتصاد مجاز اعلام کرد. در نتیجه یک سری اصلاحات اقتصادی مثبت و خوش‌بینانه که به منظور حذف نظارت دولت از اقتصاد و سرمایه‌گذاری خارجی صورت گرفته، هند را به یکی از کشورهای پیشرو در منطقه آسیا-اقیانوسیه تبدیل کرده‌است که با سرعت بالا در حال رشد و پیشروی است.

## صنعت

### مخابرات
صنعت مخابرات هند با بیش از ۱٫۲ میلیارد مشترک دومین صنعت بزرگ جهان است. و ۶٫۵ درصد به تولید ناخالص داخلی هند کمک می‌کند.
پس از سه‌ماهه سوم سال ۲۰۱۷، هند از این لحاظ از ایالات متحده پیشی گرفت و پس از چین دومین بازار بزرگ تلفن‌های هوشمند در جهان شد.

### خودروسازی
صنعت خودروسازی هند، دومین صنعت با رشد سریع در جهان که فروش داخلی خود را ۲۶ درصد در طی سالهای ۲۰۰۹ تا ۲۰۱۰، و صادرات را تا ۳۶ درصد در طی سالهای ۲۰۰۸–۲۰۰۹ افزایش داده‌است که آماری مطلوب است.
شرکت‌های معتبر خودروسازی جهان مانند ب‌ام‌و، مرسدس-بنز، آئودی، تسلا موتورز و … در این کشور فعال هستند و به تولید خودرو در هند می‌پردازند.

### فناوری اطلاعات
در پایان سال ۲۰۱۱، صنعت فناوری اطلاعات هند ۲٫۸ میلیون کارمند حرفه‌ای را به کار گرفت و درآمدی نزدیک به ۱۰۰ میلیارد دلار معادل ۷٫۵ درصد از تولید ناخالص داخلی هند را ایجاد کرد و ۲۶ درصد از صادرات کالاهای هند را به خود اختصاص داد.

### داروسازی
صنعت داروسازی در هند یکی از مهم‌ترین بازارهای نوظهور برای صنعت داروسازی جهانی است.
به عقیده کارشناسان انتظار می‌رفت که ارزش بازار دارویی هند تا سال ۲۰۲۰ به ۴۸٫۵ میلیارد دلار برسد. هند در بین ۱۲ مقصد برتر بیوتکنولوژی در جهان قرار دارد. صنعت بیوتکنولوژی هند در سال ۲۰۱۲ تا ۲۰۱۳، ۱۵٫۱ درصد رشد کرد و درآمد خود را از ۲۰۴٫۴ میلیارد پوند (روپیه هند) به ۲۳۵٫۲۴ میلیارد پوند (۳٫۹۴ میلیارد دلار آمریکا در نرخ ارز ژوئن ۲۰۱۳) افزایش داد.

## انرژی

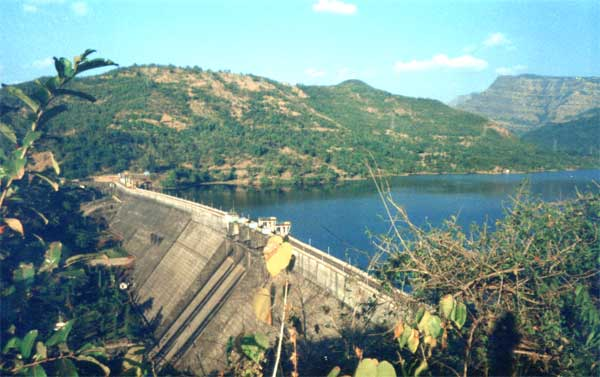
سدها در تأمین انرژی هند سهم به‌سزایی دارند.

در حال حاضر گرانی قیمت نفت با توجه به ذخایر اندک نفتی و نیاز روزافزون کشور در حال توسعه هند به انرژی، مهم‌ترین تهدید علیه اقتصاد این کشور به‌حساب می‌آید. هندی‌ها برای رفع این مشکل به دنبال تولید انرژی اتمی با کمک ایالات متحده هستند.
سهم انرژی تجدید پذیر در تولید برق هند در سال ۲۰۲۴ حدود ۴۶ درصد بود، دولت هند به رهبری نخست‌وزیر نارندرا مودی، هدف‌های بلندپروازانه‌ای برای دستیابی به انتشار خالص کربن صفر تا سال ۲۰۷۰ تعیین کرده است. یکی از این اهداف، دستیابی به ۵۰۰ گیگاوات ظرفیت انرژی‌های تجدیدپذیر تا سال ۲۰۳۰ است. این هدف‌ها نیازمند سرمایه‌گذاری‌های کلان و تلاش‌های همه‌جانبه در جهت تسریع گذار به انرژی‌های پاک است.
هند در سال ۱۹۷۴ اولین بمب اتمی خود را آزمایش کرد و در سال‌های اخیر توان هسته‌ای خود را تا حد قابل ملاحظه‌ای افزایش داده ، هند بیست و دو نیروگاه هسته‌ای دارد که برخی با کمک روسیه ، آمریکا یا فرانسه ساخته شده و برخی مانند نیروگاه کاکراپار با تکیه بر فناوری بومی ساخته شده اند.
ایجاد خط لوله و خرید گاز از کشورهای خاورمیانه مانند ایران و قطر از دیگر برنامه‌های این کشور است. هندی‌ها همچنین سابقه‌ای طولانی و موفقیت‌آمیز در استفاده از انرژی‌های نو مانند زیست‌گاز (تولید گاز از زباله) دارند.

## کشاورزی

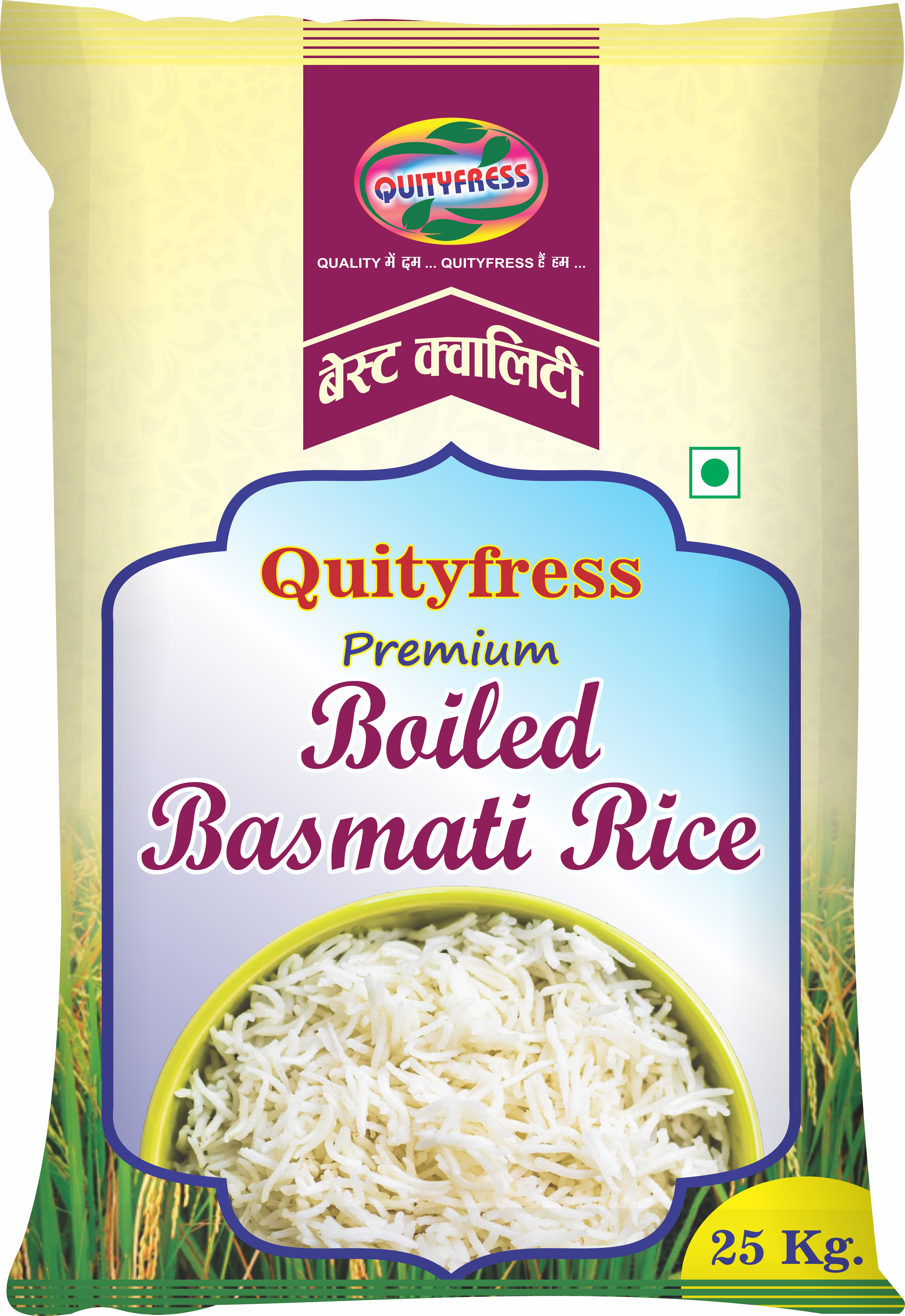
برنج هندی از جمله صادرات مهم هند از محصولات کشاورزی بشمار می‌رود.

هند پس از چین دومین کشور دنیا از نظر ارزش تولیدات کشاورزی است. ارزش محصولات کشاورزی این کشور در سال ۲۰۰۵ بیش از ۱۵۰ میلیارد دلار برآورد شده‌است.
هند با تولید ۹۷۹٬۰۰۰ تن چای دومین تولیدکننده چای دنیا و چهارمین صادرکننده این محصول پس از کنیا، سریلانکا و چین است. محصول اصلی کشاورزان هندی مانند دیگر کشورهای شرق آسیا برنج است و این کشور پس از چین دومین تولیدکننده برنج دنیاست. فائو در سال ۲۰۲۰ میزان تولید برنج هند را ۱۷۸ میلیون تن برآورد کرده‌است. هند همچنین رتبه اول دنیا در تولید موز، ارزن، کنف و بادام زمینی و رتبه دوم در تولید ذرت، نیشکر و شاهدانه را داراست. این کشور در سال ۲۰۲۰ با تولید ۳۱ میلیون و ۵۰۴ هزار تن موز بزرگ‌ترین تولیدکننده این محصول بوده‌است.
وجود صدها میلیون راس گاو در هند این کشور را اولین مسکن این حیوان در دنیا ساخته‌است. اصل ۴۸ قانون اساسی هند کشتن گاو را ممنوع کرده اگرچه دین هندو خوردن گوشت گاو را ممنوع کرده اما از شیر آن‌ها استفاده زیادی می‌شود.

## بهداشت
هند به‌عنوان کانون ایدز آسیا شناخته‌می‌شود. این کشور با داشتن دو میلیون و ۱۰۰ هزار بیمار مبتلا به ایدز، رتبه سوم جمعیت مبتلایان به این بیماری را در میان تمام کشورهای جهان دارد. ۶۴ درصد از افراد آلوده به این ویروس در هند به خدمات درمانی ضدویروس ایدز دسترسی ندارند. البته شمار مبتلایان به ایدز در هندوستان در حدفاصل سال‌های ۲۰۰۵ تا ۲۰۱۳ میلادی ۱۹ درصد کاهش یافته‌است.

## فرهنگ

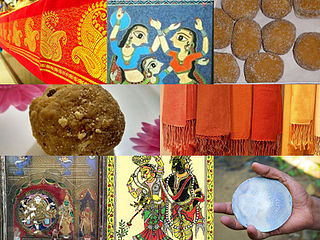
نمادهای فرهنگی و اجتماعی هند

نظام اجتماعی هند بر اساس نظامی طبقاتی است که مردم را در ۵ کاست طبقه بندی می‌کند. هند دارای یکی از بالاترین آمارهای تجاوز جنسی در جهان است. بر اساس گزارش‌ها، در سال ۲۰۱۹ میلادی بیش از ۲۲ هزار مورد تجاوز جنسی ثبت شد. بسیاری می‌گویند آمارها از این رقم بالاتر است و بسیاری از موارد تجاوزهای جنسی به دلایل مختلف از جمله مسایل خانوادگی و قبیله‌ای گزارش نمی‌شود. گزارش‌های پلیس هند می‌گوید که در هر ۲۰ ساعت یک مورد تجاوز گزارش می‌شود. نتایج یک پژوهش سازمان ملل دربارهٔ شش کشور شرق و جنوب شرق آسیا منتشر شده که مطابق آن تقریباً یک چهارم مردانی که به پرسش‌های این تحقیق پاسخ داده‌اند، دست کم به یک زن تجاوز کرده‌اند.

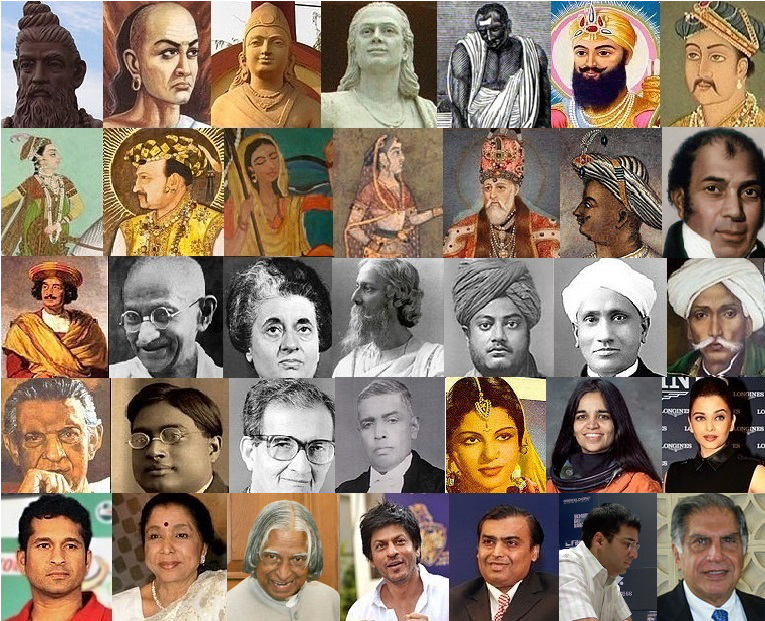
مردم هند

هند اولین کشور پرجمعیت دنیا است و نزدیک به یک ششم جمعیت جهان را در خود جای داده‌است. تنوع تباری، فرهنگی، زبانی و مذهبی به این کشور چشم‌اندازی شگرف از همزیستی مسالمت‌آمیز میان اعتقادات گوناگون بخشیده‌است.
تبار مردم هند، شامل: ۷۲ ٪ هندوآریایی، ۲۵ ٪ دراویدی و ۳ ٪ تبار زرد است که این تبار بر اساس شرایط مکانی، فرهنگی و دینی نیز دارای تقسیمات خاص خود هستند.
۶۱٪ مردم هند باسواد هستند که این آمار در مردان ۷۳٫۴٪ و در زنان ۴۷٫۸٪ می‌باشد.

### زبان

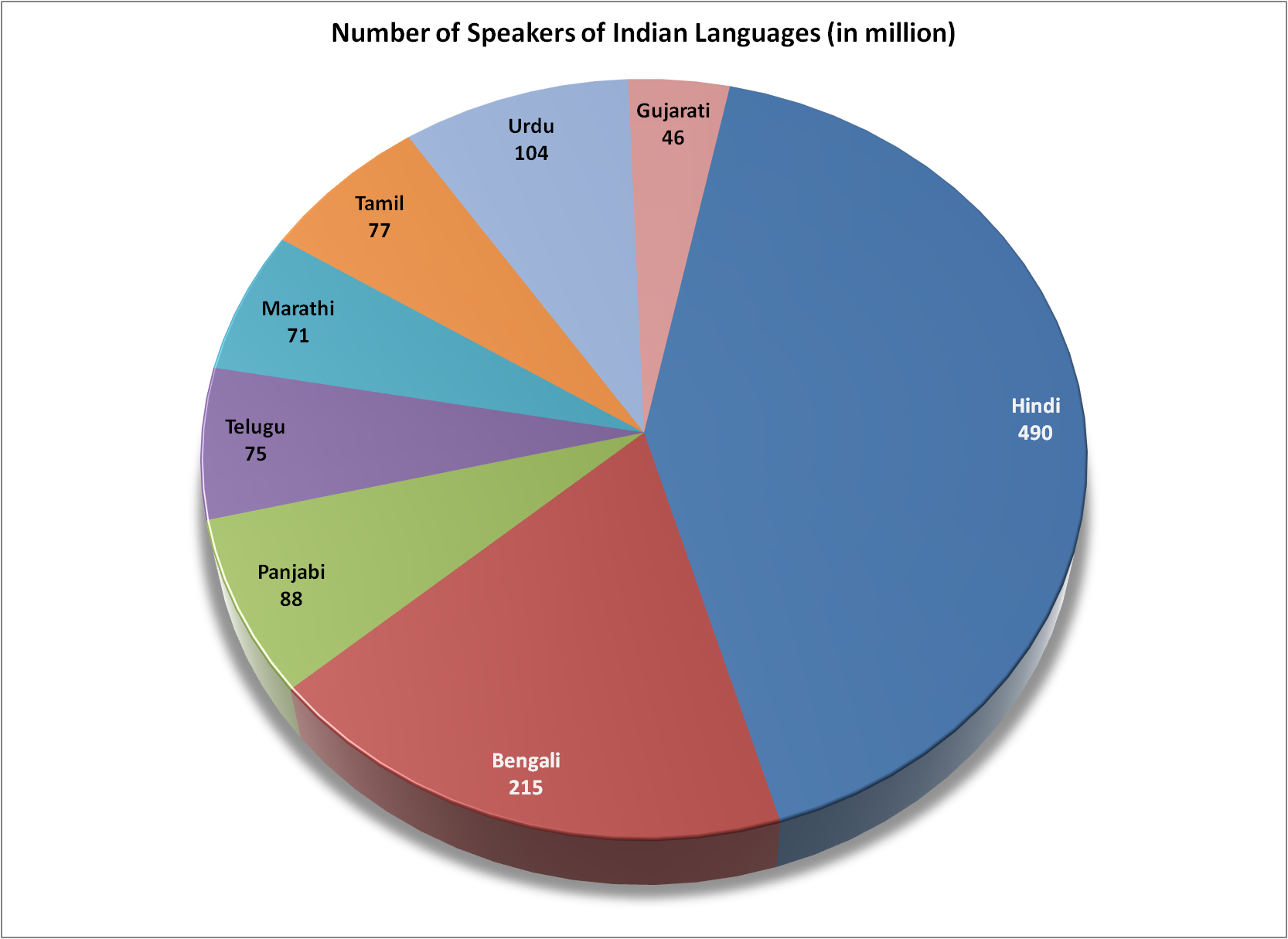
نمودار دایره‌ای از درصد زبان‌های بومی زبان‌های هندی

تنوع زبانی در هند شاید از هر کشور دیگری بیشتر باشد. شمار دقیق زبان‌هایی که در هند به آن‌ها تکلم می‌شود احتمالاً از ۱۰۰۰ بیشتر است، اما تعیین مرز مشخص میان زبان‌ها دشوار است. در سرشماری سال ۱۹۶۱ هند جمعاً ۱۶۵۲ زبان ثبت شد، اما ممکن است برخی از آن‌ها گویش‌های مختلف یک زبان واحد بوده باشند، و بعضی از آن‌ها نیز از آن موقع تابحال منسوخ شده‌اند.
در هند ۴۲۸ زبان وجود دارد که ۴۱۵ زبان زنده هستند و کاربرد دارند و ۱۳ زبان امروزه منسوخ شده‌است.

منطقه‌های زبانی در هند

طبق آمار رسمی دولت در سال ۲۰۰۱، در سرزمین هند ۲۹ زبان دارای گویشور بالای یک میلیون نفر است و ۱۲۲ زبان دیگر دارای گویشورانی بیش از ده هزار نفر هستند. تعداد گویش‌ها، لهجه‌ها و زبان‌هایی که روزانه در این کشور مکالمه می‌شود بسیار بیشتر است. در حالی که زبان‌های هندی و انگلیسی ارتباطات رسمی و امور دولتی را برعهده دارند، هر ایالت دارای زبان‌های رسمی و ملی ویژه خود است برای نمونه زبان رسمی ایالت دهلی یا ناحیه ملی پایتخت به ترتیب انگلیسی، اردو و هندی است.
در قانون اساسی هند، زبان هندی (از شاخه زبان‌های هند و ایرانی یا زبان‌های هندواروپایی) و زبان انگلیسی و زبان میانجی (در جنوب هند) زبان‌های رسمی سراسر کشور اعلام شده‌اند. افزون برآن در سال ۲۰۰۵ زبان‌هایی که به‌عنوان زبان‌های رسمی در ایالت‌های هند شناخته شده‌اند به ۲۲ زبان رسید که عبارتند از: هندی، زبان اردو، زبان آسامی، زبان اوریه، زبان بنگالی، بودو، زبان پنجابی، زبان تلگو، زبان تامیلی، زبان دوگری، زبان سانتالی، زبان سانسکریت، زبان سندی، زبان گجراتی، زبان کنکانی، زبان کشمیری، زبان کانارا، زبان مالایالم، زبان میتهیلی، مایتیلی، مرآتی و نپالی نیز به رسمیت شناخته شده‌اند. این زبان‌ها به دو شاخه اصلی دراویدی (۲۲٪) که بیشتر در جنوب هند تکلم می‌شوند و هندو اروپایی(۷۰٪) تقسیم می‌شوند

مناطق رسمی انگلیسی هندی

زبان‌های سانسکریت و تامیل، زبان‌های اصلی و سنتی هند شناخته می‌شوند و در طول تاریخ طولانی این سرزمین در تغییر و تحول زبان‌های رایج در این منطقه زبان‌های فارسی و انگلیسی نقش مهمی بر عهده داشته‌اند. سالیان دراز حکومت استعماری بریتانیا بر شبه قاره هند و انجام بخش عمده‌ای از امور اداری به زبان انگلیسی موجب شده این زبان، زبان دوم بسیاری از مردم هند باشد.
شش زبان عمده این کشور عبارتند از هندی، بنگالی، تلوگو، مراتی، تامیل و اردو. بیش از ۵۰ میلیون نفر به هر یک از این زبان‌ها صحبت می‌کنند. ۱۲۲ زبان هم وجود دارند که بیش از یک میلیون نفر به هر یک از آن‌ها حرف می‌زنند. هند زبان ملی سراسری ندارد. هندی و انگلیسی هر دو زبان رسمی کشور هستند. البته تهیه‌کنندگان قانون اساسی هند در نظر داشتند که رسمیت زبان انگلیسی موقتی باشد، اما کسانی که به زبان‌هایی غیر از هندی تکلم می‌کردند (به‌خصوص تامیل‌زبان‌ها)، با برتری یافتن این زبان بر زبان‌های دیگر مخالف بودند و همین باعث شد که انگلیسی یکی از دو زبان رسمی کشور باقی بماند. زبان‌های مورد استفاده در هند به چهار گروه زبانی عمده جهان تعلق دارند: هند و اروپایی، دراویدی، آسترا- آسیایی و تبتی- برمه‌ای. تا اواسط قرن بیستم گروه زبانی بانتو، که در آفریقا ریشه دارد هم در هند مورد استفاده بود. مهاجران سیدی زبانی که از شرق آفریقا به غرب هند مهاجرت کرده بودند به این زبان تکلم می‌کردند.
فارسی پیش از آنکه هند مستعمره انگلستان شود، دومین زبان رسمی این کشور و زبان فرهنگی و علمی به‌شمار می‌رفت. اما پس از استعمار انگلیسی‌ها در سال ۱۸۳۲، انگلیسی به تدریج جایگزین فارسی شد.
زبان فارسی در دورهٔ غزنویان به هند راه یافت در آن دوره پارسی، زبان ادبیات، شعر، فرهنگ و دانش بود. با فتح شمال هند توسط سلطان محمود غزنوی، فرهنگ و ادبیات فارسی به لاهور راه یافت، که بعدها شعرای مشهوری همچون مسعود سعد سلمان در هندوستان پرورش یافتند. لاهور، تحت حکومت غزنویان در قرن یازدهم، دانشمندان پارسی را از خراسان، هند و آسیای مرکزی جلب کرد و به یک مرکز مهم فرهنگی زبان و ادبیات فارسی تبدیل شد. با تأسیس امپراتوری گورکانی، زبان فارسی به اوج پیشرفت خود در هند رسید و زبان رسمی و در سراسر هندوستان گسترش یافت. تأثیر ظهور این خاندان در هند، گسترش و رونق زبان فارسی را به حدی رسانید که ادبیات فارسی نه تنها مایه حیات روحی مردم عام شد بلکه این زبان، زبان رسمی درباریان نیز گردید. این رویکرد باعث هجرت بسیاری از هنرمندان، نویسندگان و شاعران از ایران به هند شد. دوران طلایی ادب فارسی در هند، دورهٔ اکبر کبیر (اکْبَرشاه) است. به امر وی وزیرش تودارمال فرمانی را صادر کرد که به موجب آن، زبان فارسی، زبان تمام امپراتوری اعلام شد. همچنین به فرمان اکبرشاه برخی از کتاب‌های مهم هندوان از سانسکریت به نظم و نثر فارسی ترجمه شد و بر غنای ادب فارسی افزوده گردید. اگر در دورهٔ غزنویان مرکز زبان فارسی در هند تنها شهر لاهور بود، این مرکزیت در سده‌های بعدی به ترتیب به مولتان و دهلی و اگره منتقل گردید. علاوه بر شاعران، دانشمندان و نویسندگان ایرانی که در مدت چند سده به هند مهاجرت کردند، از هندیان اعم از مسلمان و هندو، شاعران و نویسندگان و عالمان بزرگی ظهور کردند که آثارشان به فارسی است. دوران فرمانروایی گورکانیان هند با دورهٔ فرمانروایی دودمان صفوی در ایران هم‌زمان است که این خود به گونه‌ای ناخواسته یکی از عوامل مؤثر در نیرو گرفتن زبان پارسی در هند به‌شمار می‌رود. نوع نگاه پادشاهان صفوی به ادبیات و فرهنگ به گونه‌ای بود که شاعران و نویسندگان ایران را از بخشش و نواخت پادشاهان صفوی ناامید می‌کرد و آنان گاه ناگزیر و گاه مشتاقانه رهسپار دربار ادب‌پرور گورکانی می‌شدند. در این دوره، هنر هند با هنر و ادبیات پارسی ادغام شد.
زبان فارسی هند شاعران بزرگی همچون بیدل دهلوی، و امیرخسرو دهلوی و دستگاه شعری سبک هندی را در خود پروراند. از دیگر شاعران نامدار فارسی‌زبان شبه قاره هند، می‌توان از اقبال لاهوری نام برد.
زبان فارسی هشت قرن پیش وارد هند شد، ۷۰۰ سال بر تارک اندیشه، روابط، سیاست، اقتصاد و فرهنگ مردم هند حاکمیت داشت. به گونه‌ای که کلیه آثار مهم فرهنگی، مذهبی، سیاسی، ادبی، مکاتبات، اسناد شخصی و دولتی و احکام قضایی هند به زبان فارسی نوشته می‌شد. لازم است ذکر شود که هم‌اکنون در دانشگاه‌ها و کالج‌های هند بیش از پنجاه بخش زبان فارسی به فعالیت اشتغال دارند و بیش از یکصد مدرسه و دبیرستان فعالانه به تدریس زبان فارسی می‌پردازند.
زبان فارسی از آن رو که قرن‌ها زبان رسمی دربار گورکانیان هند بود، تأثیر قابل ملاحظه‌ای بر زبان‌های رایج در شبه قاره هند به‌ویژه بر زبان اردو داشته‌است.

### ادیان
درصد پیروان ادیان در هند (سرشماری ۲۰۲۱ هند)
در هند ادیان مختلف و فرقه‌های مذهبی گوناگون وجود دارد که اغلب آن‌ها از هندوئیسم، اسلام و آیین بودایی نشات گرفته‌اند.
حدود ۸۰ درصد مردم هند پیرو آئین‌های هندو و حدود ۱۵٪ مسلمان هستند. هند همچنین بیش از ۲٫۳٪ مسیحی و ۲٫۱٪ سیک دارد. هند اگرچه زادگاه آئین بودا بوده، اما جمعیت بودائیان هند در حال حاضر تنها حدود ۰٫۸٪ برآورد می‌شود. علاوه‌بر آن پیروان آیین جینیسم ۰٫۸٪ و مجموع پیروان دین زرتشتی، یهودی، بهایی و بقیه مذاهب ۰٫۴٪ می‌باشد. با این وجود هند بزرگ‌ترین اجتماع فرقه احمدیه و مذاهب ایرانی بهائی و زرتشتی در سراسر جهان است. مسلمانان بیشتر در دهلی، بنگال غربی و نواحی شمال غربی کشور زندگی می‌کنند و در کشمیر، بیشتر جمعیت را تشکیل داده‌اند. به این ترتیب هند پس از اندونزی و پاکستان پرشمارترین جمعیت مسلمان جهان را داراست.
زرتشتیان، از مهم‌ترین اقلیت‌های دینی هند هستند که به پارسی معروفند و طی بیش از پنج سده اولیه حمله اعراب به ایران، از ایران به هند مهاجرت کرده‌اند و بیشتر در مناطق مختلف گجرات و مهاراشترا به مرکزیت بمبئی اقامت دارند. اگر چه جمعیت آنان کمتر از۲۰۰ هزار نفر است، اما نزدیک به ۱۷ ٪ اقتصاد هند را در دست دارند. شرکت‌های بزرگی مانند: «تاتا» و «گودریج»، متعلق به زرتشتیان است. گروه دیگری از اقلیت‌های کم جمعیت بهره‌ها هستند که قدرت اقتصادی مهمی در هند دارند. صاحب شرکت معروف «ویپرو» که جزو ثروتمندترین افراد جهان می‌باشد، از این فرقه‌است.

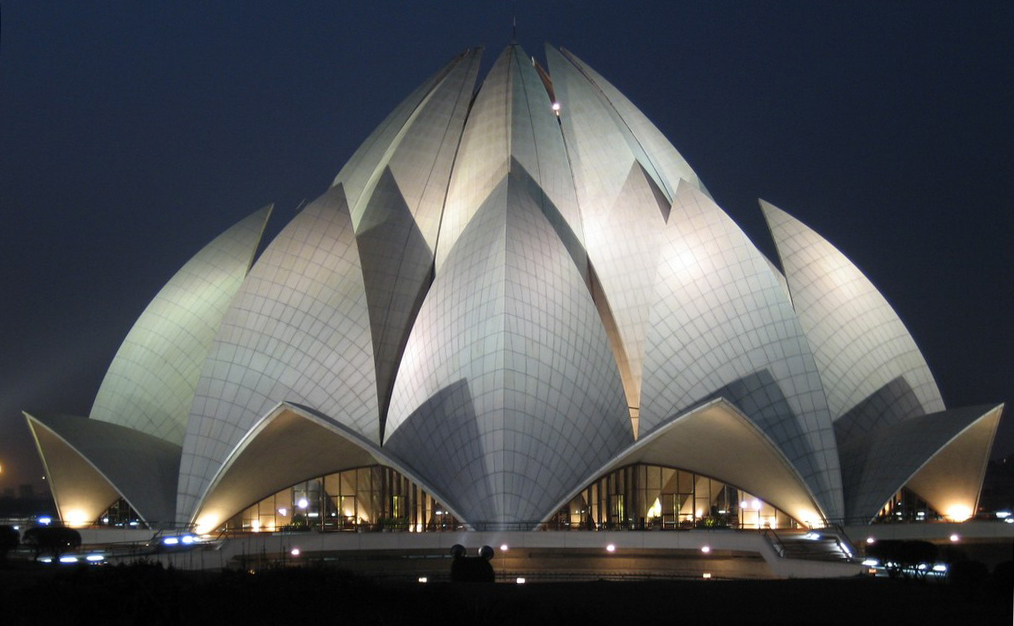
معبد نیلوفر آبی یکی از هشت معبد آئین بهایی در دهلی نو

هند دومین (یا سومین) جمعیت بزرگ مسلمانان جهان را در خود جای داده‌است. تنها کمتر از ۱۵ درصد جمعیت آن مسلمانند، اما کل جمعیت این کشور آنقدر زیاد است که با همین نسبت اندک هم جمعیت مسلمانان آن از جمعیت مسلمانان همه کشورهایی که اکثریت مردمانشان مسلمان هستند، به جز اندونزی و شاید پاکستان، بیشتر است. شمار مسلمانان هند و پاکستان تقریباً مساوی است. تصور می‌شود که اولین مسلمانان هند بازرگانانی بوده‌اند که در دوران حیات محمد به منطقه کرالا سفر کردند. در زمان استقلال هند میلیون‌ها مسلمان به پاکستان شرقی و غربی (که در سال ۱۹۷۱ بنگلادش نام گرفت) مهاجرت کردند، اما عده بسیار زیادی هم در هند باقی ماندند. امروزه تنها مناطقی در هند که اکثریت جمعیتشان را مسلمانان تشکیل می‌دهند، دره کشمیر و منطقه کوچک لاکشادویپ در اقیانوس هند هستند. مسلمانان هند در سراسر بقیه کشور پراکنده‌اند، هرچند که در مناطق شمال شرقی و ایالت پنجاب تقریباً اثری از آن‌ها نیست.

### غذاها
| نام فارسی   | نام انگلیسی      | تصویر | نام فارسی        | نام انگلیسی          | تصویر |
| ----------- | ---------------- | ----- | ---------------- | -------------------- | ----- |
| پسنده       | Pasanda          |       | کورما            | Korma                |       |
| نرگسی کوفته | Nargisi Kofta    |       | مرغ باخانی       | Butter chicken       |       |
| کاچوری      | Kachori          |       | دالموت           | Dalmoth              |       |
| جلبی        | jalebi           |       | کولفی            | Kulfi                |       |
| مخلوط بمبئی | Bombay mix       |       | کتی پیچ          | Kathi roll           |       |
| مومو        | Momo             |       | پاپری چات        | Papri Chaat          |       |
| راسمالای    | Ras malai        |       | ساگ              | Saag                 |       |
| گلاب جامون  | Gulab jamun      |       | روغن جوش         | Rogan josh           |       |
| بنجاری گوشت | Banjari Gosht    |       | مرغ کاری         | Chicken curry        |       |
| پان پراک    | Paan             |       | بریانی حیدرآبادی | Hyderabadi Biryani   |       |
| ایدلی       | Idli             |       | سمبر             | Sambar               |       |
| ویندالو     | Vindaloo         |       | دوپیازه          | Dopiaza              |       |
| شله         | Congee           |       | لال مانس         | Laal maans           |       |
| مرغ تنوری   | Tandoori chicken |       | چیکن تکه مصالح   | Chicken tikka masala |       |
| پاکوره      | Pakora           |       | دوسا             | Dosa                 |       |
| باپا اولو   | Bhapaa Aloo      |       |                  |                      |       |

## رسانه‌ها

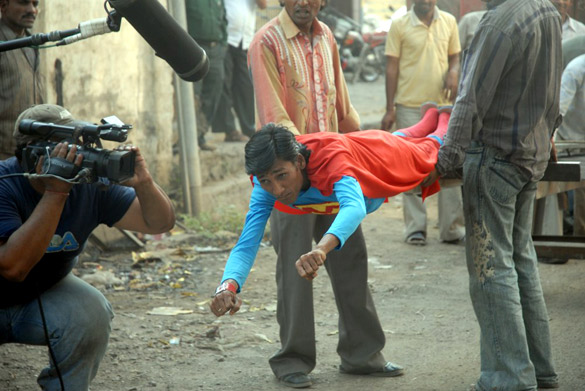
ساخت مستند ابرمردان ماله‌گوان در بالیوود

تاریخ آغاز انتشار مطبوعات در هند به ۱۷۸۵ (۲۳۶ سال پیش) برمی‌گردد. روزنامهٔ حبل‌المتین که از قدیمی‌ترین مطبوعات فارسی‌زبان است توسط «مؤیدالاسلام» در کلکته نیز منتشر می‌شده‌است. هند بزرگ‌ترین کشور در زمینه چاپ مطبوعات است. آمار رسمی ارائه شده تا پایان ماه مارس ۲۰۰۶، حاکی از تعداد ۶۲٫۴۸۳ روزنامه و نشریه در حال انتشار در سراسر هند می‌باشد که ۱۲۳ زبان را شامل می‌شود. تایمز هند با شمارگان بیش از ۳٫۱۴ میلیون، پرتیراژترین روزنامه انگلیسی زبان جهان است.
همچنین بیش از ۱۴۰ کانال تلویزیونی ماهواره‌ای از داخل هند برنامه پخش می‌کنند که ۱۹ کانال دولتی و بقیه خصوصی هستند.
صنعت فیلم‌سازی هند بزرگ‌ترین صنعت سینمای دنیاست. هر سال در هند بیش از ۹۰۰ فیلم ساخته می‌شود که این تعداد بسیار بیشتر از رقم تولیدات سینمایی آمریکاست. محصولات بالیوود یا مرکز ساخت فیلم‌های تجاری هند در این کشور و بسیاری از کشورهای دیگر به ویژه کشورهای منطقه محبوبیت فراوانی دارد.
بر اساس قوانین هند، خارجیان می‌توانند تا ۲۶ درصد در زمینه رسانه‌های خبری در هند سرمایه‌گذاری کنند.

## تعطیلات رسمی
در هند به‌طور سراسری تنها سه روز تعطیلی رسمی وجود دارد. اما بجز این سه روز هر یک از ایالت‌ها تعطیلات رسمی جداگانه خود را دارند.
| روز       | فراخور          | توضیح                                       |
| --------- | --------------- | ------------------------------------------- |
| ۲۶ ژانویه | روز جمهوری      | روز اعلان جنبش جمهوری در هند (سال ۱۹۵۰م).   |
| ۱۵ اوت    | روز استقلال هند | روز استقلال هند از بریتانیا (از سال ۱۹۴۷م). |
| ۲ اکتبر   | گاندی جایانتی   | زادروز مهاتما گاندی                         |

با توجه به تنوع زیاد فرهنگی، مذهبی و دینی، ایام مهم ادیان و مذاهب مختلف در این کشور تعطیلات سراسری محسوب می‌شوند.